# Lipnice nad Sázavou
Lipnice nad Sázavou (německy Lipnitz an der Sasau) je město v okrese Havlíčkův Brod v Kraji Vysočina. Leží dvanáct kilometrů západně od Havlíčkova Brodu. Žije zde 701 obyvatel.

## Název
Byť má město v názvu řeku Sázavu, ta neprotéká tudy, ale míjí Lipnici obloukem o zhruba 5 km severněji. V názvu se řeka objevila až ve 20. století. Protože sídel s názvem Lipnice existuje více, tak se do té doby pro upřesnění používala různá označení jako Lipnice v Čáslavském kraji či Lipnice u Německého Brodu.

## Historie
První písemná zmínka o obci pochází z roku 1226. Ta se ale týká původní historické Lipnice, dnešního Dolního Města. Lipnice „horní“ byla založena až s hradem na počátku 14. století. Historie městečka byla neoddělitelně spjata s hradem. V roce 1370 získala Lipnice od Karla IV. městská práva spolu s právem várečným a stala se poměrně významným opevněným sídlem. Když lipnické panství vlastnil Čeněk z Vartemberka, byli na hradě svěceni první husitští kněží. V tomto období zde také augustiniánský mnich Matouš dokončil tzv. Lipnickou bibli. Po Čeňkově smrti panství spravoval Oldřich z Rožmberka.
Po husitských válkách vlastnili Lipnici Trčkové z Lípy. Roku 1561 ji Burian III. prodal hraběti z Thurnu. Od Thurnů ji odkoupil zpět Jan Rudolf Trčka z Lípy a vydal list, ve kterém měšťanům potvrdil jejich práva, ale právo vařit pivo a pivovar jim bylo vyměněno za osvobození od některých daní. List obsahoval i další ujednání jako povinnost měšťanů sušit seno výměnou za pivo, starat se o víno, spravovat cesty, účastnit se lovů do půl míle od města – za to dostávali měšťané zadarmo přebytečné pivo. V roce 1633 Jan Rudolf daroval zchudlé Lipnici dům i s pozemky a příslušenstvím, který byl osvobozen od všech povinností a poplatků. Lipnické panství bylo v roce 1634 zkonfiskováno císařem Ferdinandem II. Habsburským. Ten ho v červenci 1636 dědičně udělil Matouši Vernierovi de Rougemont. Nový majitel roku 1637 potvrdil lipnickým všechny jejich práva a zároveň jim povolil pořádat ročně tři jarmarky, tři trhy s koňmi a dva s vlnou. Měšťané se výměnou za to zavázali opravovat hradby a pečovat o chmel.

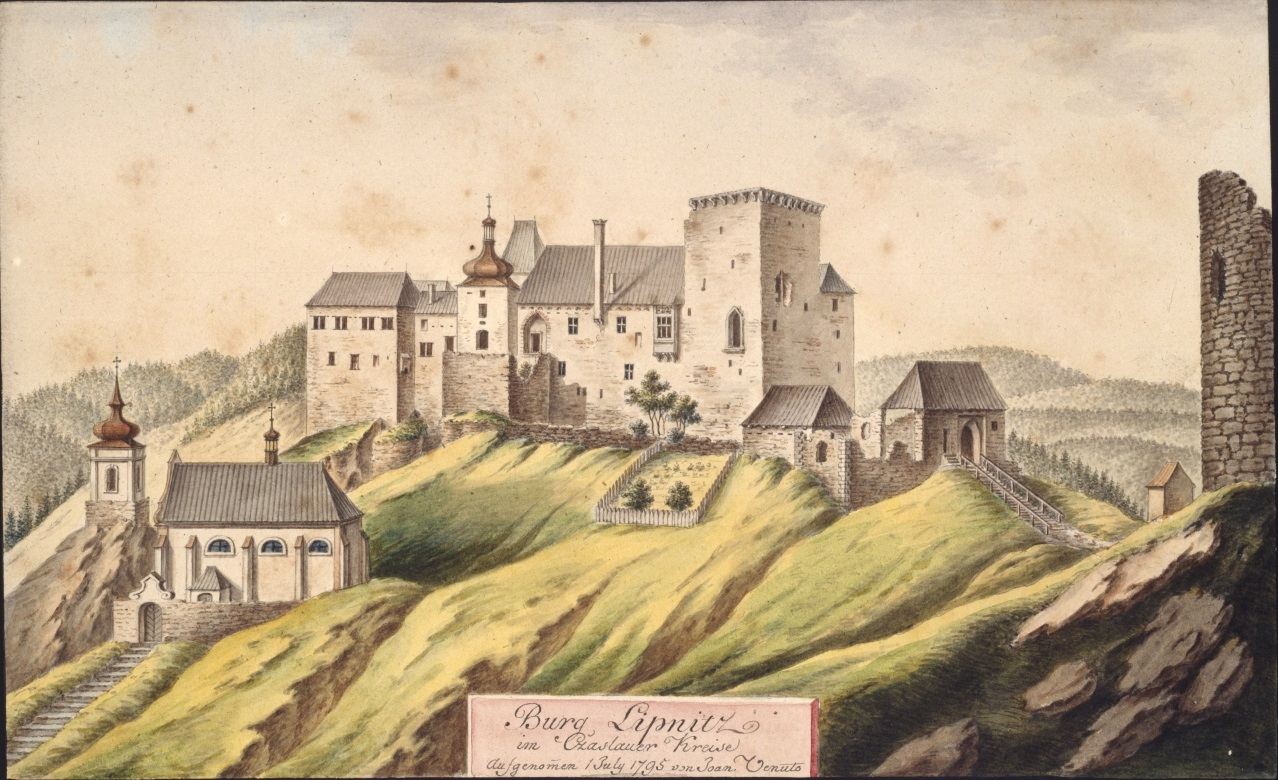
Hrad Lipnice v Čáslavském kraji (1795, Jan Antonín Venuto)

Město bylo velmi poničeno za třicetileté války. Nejprve bylo vypleněno s celým okolím v roce 1639 šestnácti švédskými oddíly pod velením generála Banéra. Švédové se pod vedením generálmajora Douglase na Lipnici vrátili roku 1645 a obsadili už i hrad a vytvořili si z něj základnu pro další výpravy do širokého okolí. Císařská armáda se neúspěšně pokoušela v roce 1646 hrad dobýt. Podařilo se jí akorát zničit předsunuté opevnění Bílou věž a obsadit zdevastované město. Švédi na hradě zůstali až do uzavření míru v roce 1648.
Později význam městečka a panství upadal, Vernierové museli zdejší majetek prodat kvůli vysokému zadlužení v roce 1741. Po územní reformě v polovině 19. století se Lipnice stala na přibližně 100 let městysem. V roce 1869 společně s hradem městečko vyhořelo. V roce 1899 v obci existoval vodovod s větrným čerpadlem. A roku 1910 byla na Lipnici vybudována první větrná elektrárna v Čechách. První světová válka zasáhla i do osudů lipnických občanů – několik jich za války zemřelo. Po válce se do obce přistěhoval Jaroslav Hašek. Ve 30. letech se na úpatí Holého vrchu začalo budovat rekreační středisko pro Škodu, za druhé světové války sloužilo jako lázně pro německé piloty. I druhá světové válka si mezi lipnickými obyvateli vyžádala oběti. Místní židovské obyvatelstvo se stalo oběťmi holocaustu, další občané nepřežili německé mučení, výslechy či věznění. Rudá armáda do obce dorazila 10. května 1945. V 50. letech byla zřízena v bývalém objektu Škody dětská léčebna a byl vybudován nový vodovod.
V roce 2016 byl odsouzen bývalý starosta Ladislav Horký za zneužití pravomoci, padělání veřejné listiny, podvod, úvěrový a dotační podvod a zpronevěru.
K 10. září 2019 byl Lipnici nad Sázavou obnoven status města.

## Přírodní poměry

### Geomorfologie, geologie a půdy
Území města Lipnice nad Sázavou se nalézá v České vysočině, její Česko-moravské subprovincii, Českomoravské vrchovině v geomorfologickém celku Křemešnická vrchovina, v podcelku Humpolecká vrchovina a okrsku Melechovská vrchovina. Nadmořská výška území města se pohybuje od 455 po 620 m n. m. na Holém vrchu.
Geologicky leží území města převážně na granitovém podkladu, částečně jsou zastoupeny i sedimenty – nivní, smíšené, kamenité až hlinito-kamenité. Oblast je součástí Českého masivu, oblasti moldanubika.
Převažujícím půdním typem je kambizem, kolem vodních toků jsou gleje. Místy se objevují pseudogleje.
Katastrální území Lipnice nad Sázavou má celkovou rozlohu 1 114 ha. Největší plochu 35 % zabírají lesy, následují parcely s ornou půdou 27 % a travnaté porosty 23 %. Zastavěné plochy tvoří pouze 1 %. Největší lesní plochy se nacházejí na severní straně území. Na jižní hranici katastru zasahují rozlehlé Orlovské lesy. Mezi těmito lesy a městem je především zemědělská půda. Ta zabírá také většinu území severovýchodně od města.
Vlastní zástavba města je soustředěna na lipnickém trojvrší. Na prostředním a zároveň nejnižším vrchu s nadmořskou výškou 600 m byl vybudován hrad a okolo vyrostla zástavba. Ta je na severu vymezena úpatím Holého vrchu, na jehož vrcholu se nalézá skalní útvar Pyramida, a na jihu Bílou věží s nadmořskou výškou 608 m. Na jihozápadním úpatí Bílé věže byla vybudována chatová osada. Dalšími vrchy v katastrálním území jsou Radostovický kopec (567 m n. m.) a Vlčí hrdlo (528 m n. m.).

### Flóra a fauna
Do území města zasahuje havlíčkobrodský a pelhřimovský bioregion.
U rybníka Váha byl zaznamenán výskyt vlasolistce vlhkomilného.

### Klima
Podle Quitta patří území do klimatické oblasti MT3, která se dá označit jako mírně teplý, vlhký region. Roční srážkový úhrn se pohybuje v rozmezí 600–750 mm a počet dnů s teplotou nad 10 °C je 120–140. Dle Votýpky a Moravce patří území do V. třídy s průměrným ročním úhrnem srážek nad 580 mm a s počtem dnů, kdy teplota vzduchu vzroste nad 10 °C v rozmezí 142–159.

### Vodstvo
Oblast patří do povodí Sázavy.
Východně od města pramení Ředkovský potok, který dále směřuje k Dolnímu Dvoru a Vitonínu. Jižně od města pramení dva bezejmenné přítoky pstružného potoka, do kterého se vlévají v přírodní rezervaci Kamenná trouba. Na severní straně mezi Lipnicí a Vilémovcem pramení bezejmenný tok, který ústí do Ředkovského potoka. Na západní straně pramení další dva toky. Jeden pramení v zastavěné části u Sládkova rybníčku, ten napájí rybníky Váha, Prostřední a Metelka. Druhý v mokřadech pod městem a napájí rybníky Prostřední a Metelka. Oba pak ústí do Pstružného potoka u Dolního Města. Další menší přítoky Pstružného potoka pramení v lesích severozápadně od města.

#### Vodní plochy
V následujícím seznamu jsou uvedeny vodní plochy na území města. Jedná se o nádrže, rybníky a zatopené lomy, které jsou pojmenované nebo jsou něčím významné např. slouží jako požární nádrž.
| Vodní plocha           | Obrázek | GPS                              | Pozn.                                                   |
| Rybníky                | Rybníky | Rybníky                          | Rybníky                                                 |
| ---------------------- | ------- | -------------------------------- | ------------------------------------------------------- |
| Kamenná trouba         |         | 49°36′36″ s. š., 15°23′11″ v. d. | V přírodní rezervaci Kamenná trouba; zdroj požární vody |
| Prostřední rybník      |         | 49°37′5″ s. š., 15°23′51″ v. d.  |                                                         |
| Váha                   |         | 15°23′57″ s. š., 49°37′8″ v. d.  | Zdroj požární vody                                      |
| Metelka                |         | 49°37′8″ s. š., 15°23′45″ v. d.  |                                                         |
| Říhovka                |         | 49°37′28″ s. š., 15°25′40″ v. d. | Zdroj požární vody                                      |
| Statkový (Blatov)      |         | 49°36′10″ s. š., 15°24′31″ v. d. | V přírodní rezervaci Kamenná trouba                     |
| Sládkův rybníček       |         | 49°36′58″ s. š., 15°24′36″ v. d. | Zdroj požární vody                                      |
| Nádrže                 |         |                                  |                                                         |
| Kateřinka              |         | 49°36′48″ s. š., 15°24′27″ v. d. | Požární nádrž                                           |
| Požární nádrž Podhradí |         | 49°36′29″ s. š., 15°25′18″ v. d. | Požární nádrž                                           |
| Lomy                   |         |                                  |                                                         |
| Hřeben IV (Starý lom)  |         | 49°37′3″ s. š., 15°23′33″ v. d.  | Areál České tábornické unie                             |
| Hřeben III             |         | 49°37′ s. š., 15°23′34″ v. d.    |                                                         |
| Hřeben II              |         | 49°36′59″ s. š., 15°23′35″ v. d. |                                                         |
| Hřeben I (Střelnice)   |         | 49°36′59″ s. š., 15°23′38″ v. d. | Reliéf Zlaté oči                                        |
| Hájek I                |         | 49°37′15″ s. š., 15°23′25″ v. d. |                                                         |
| Hájek II               |         | 49°37′15″ s. š., 15°23′23″ v. d. |                                                         |
| Březek                 |         | 49°37′26″ s. š., 15°23′31″ v. d. | Leží částečně na území města                            |
| Holý vrch              |         | 49°37′23″ s. š., 15°23′54″ v. d. |                                                         |
| Marešův lom            |         | 49°37′26″ s. š., 15°24′2″ v. d.  |                                                         |
| Hranice                |         | 49°37′50″ s. š., 15°24′29″ v. d. |                                                         |
| Michalíčkův lom        |         | 49°37′50″ s. š., 15°24′52″ v. d. |                                                         |
| Jednička               |         | 49°37′6″ s. š., 15°24′24″ v. d.  | Reliéf Bretschneiderovo ucho                            |
| Dvojka                 |         | 49°37′9″ s. š., 15°24′28″ v. d.  | Reliéf Ústa pravdy                                      |
| Trojka                 |         | 49°37′14″ s. š., 15°24′40″ v. d. |                                                         |
| Pětka                  |         | 49°37′47″ s. š., 15°24′43″ v. d. |                                                         |

### Ochrana přírody
Jihozápadně od města se rozkládá přírodní rezervace Kamenná trouba o rozloze 62,97 ha. Důvodem ochrany jsou nivní louky a mokřady kolem Pstružného potoka, kde se vyskytují vzácné rostliny a živočichové. U rybníka, který je součástí rezervace, byl mimo jiné zjištěn výskyt orla mořského.Přibližně dva kilometry jihovýchodně od města se nachází přírodní památka Rybníček u Dolního Dvora. Jedná se o malý rybníček na přítoku Křivoláčského potoka a jeho okolí. Lokalita je cenná především pro výskyt ohrožených druhů obojživelníků.

## Obyvatelstvo
| Rok            | 1869  | 1880  | 1890  | 1900  | 1910  | 1921  | 1930  | 1950 | 1961 | 1970 | 1980 | 1991 | 2001 | 2011 | 2021 |
| -------------- | ----- | ----- | ----- | ----- | ----- | ----- | ----- | ---- | ---- | ---- | ---- | ---- | ---- | ---- | ---- |
| Počet obyvatel | 1 415 | 1 420 | 1 314 | 1 282 | 1 353 | 1 268 | 1 186 | 962  | 989  | 848  | 706  | 620  | 614  | 606  | 598  |
| Počet domů     | 231   | 234   | 255   | 257   | 222   | 224   | 243   | 273  | 250  | 233  | 210  | 257  | 276  | 302  | 296  |

## Městská správa

### Části města

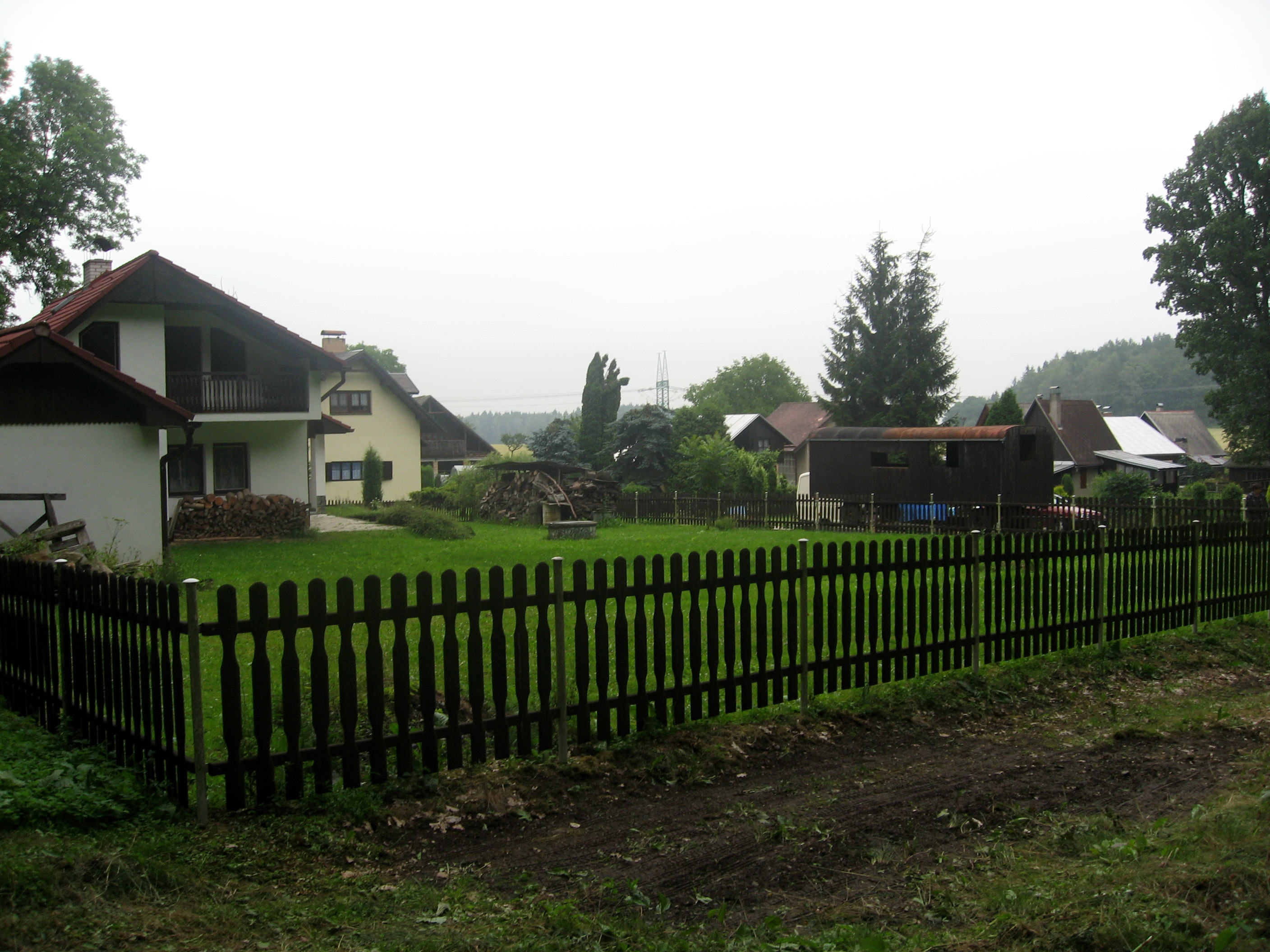
Loskoty

- Lipnice nad Sázavou (včetně ZSJ Dolní Dvůr)
- Vilémovec

Dále leží v katastru města samoty Michalíčkovna, Zelenovna, Pohodárna, Blatov, Loskoty a Panský Mlýn.

### Městské symboly
Znak města je historický, vlajka byla městu udělena rozhodnutím předsedy Poslanecké sněmovny Parlamentu České republiky dne 20. ledna 2005.

## Doprava

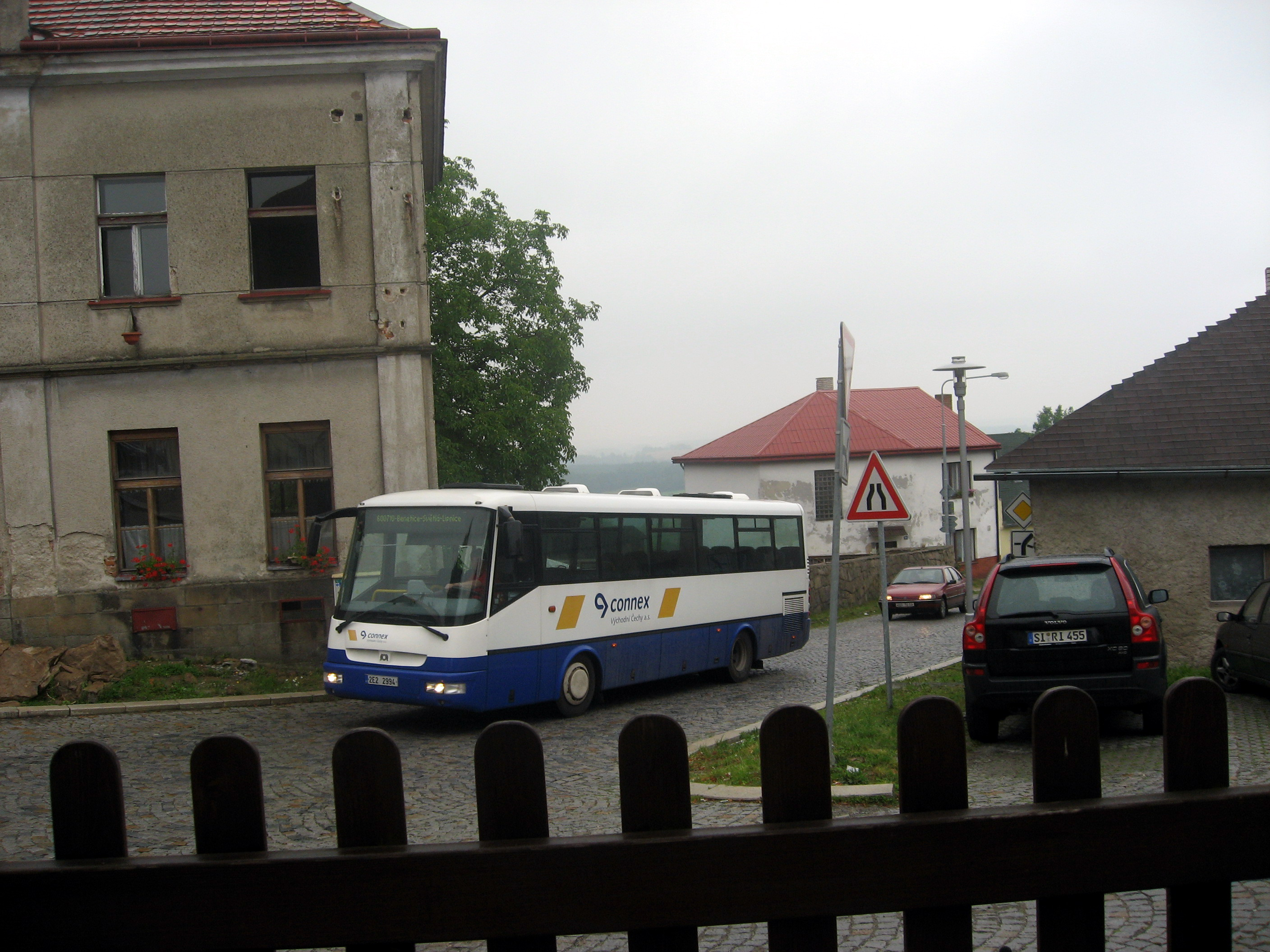
Autobus na náměstí v Lipnici

Na území města se nenachází železnice. Nejbližší vlaková stanice je v Okrouhlici ve vzdálenosti asi 6 km. Městem prochází pouze silnice III. třídy. Jsou to silnice III/34740, která spojuje Havlíčkův Brod s Ledčí nad Sázavou, dále III/34746 vedoucí z Lipnice přes Volichov k silnici 34746 a III/34763, která napojuje město na silnici II/347 u Kamenné trouby.

### Veřejná doprava
Provoz první pravidelné autobusové linky v městě byl zahájen v roce 1930 na trase Světlá nad Sázavou-Lipnice nad Sázavou.
Dopravní obslužnost je zajištěna veřejnou autobusovou dopravou do Havlíčkova Brodu, Ledče nad Sázavou a Světlé nad Sázavou. Autobusy staví na sedmi zastávkách. První se nachází na lipnickém náměstí, ve směru na Ledeč nad Sázavou, Světlou nad Sázavou a Dolní Město autobusy zastavují v místě naproti městskému úřadu a ve směru na Havlíčkův Brod u penzionu Brixen naproti poště. Druhá zastávka se jmenuje Lipnice nad Sázavou, léčebna a je u rekreačního zařízení Parlamentu ČR. Třetí zastávka se nachází na západním okraji města a je pojmenovaná Lipnice nad Sázavou, bytovky. Čtvrtá Lipnice nad Sázavou, SOU je u kamenického učiliště. Pátou zastávkou je Lipnice nad Sázavou, Dolní Dvůr. Poslední dvě se nachází v části Vilémovec. První s názvem Lipnice nad Sázavou, Vilémovec slouží pro linku Světlá nad Sázavou – Lipnice nad Sázavou a pro spojení s Havlíčkovým Brodem je využívaná zastávka Lipnice nad Sázavou, Vilémovec, rozc. 0.3.

### Cyklotrasy
Přes město vede několik značených cyklotras:
- Krajem Mahlera a Haška
- Cyklotrasa 19 – Lísek–Davle
- Cyklotrasa 1211 – Senožaty–Lipnice nad Sázavou
- Cyklotrasa 4155 – Humpolec–Vilémov

## Hospodářství
Ve městě je registrováno 126 živností a 23 právnických osob.

### Zemědělství a průmysl
Historie města je spojena s těžbou žuly a s jejím zpracováním. Tradice těžby a zpracování sahá až do 13. století.
V několika lomech v okolí města se těžila žula. Ve většině lomů se dnes už netěží a ty jsou zatopené.Těžba pokračuje pouze v lomu Kopaniny. Těžbu a zpracování zajišťuje firma Granit Lipnice s. r.o.
Mezi Lipnicí a Dolním Dvorem se nachází zemědělský areál firmy Podhradí s. r. o. Ta hospodaří na zemědělských pozemcích v okolí města. V areálu provozuje také bioplynovou stanici. Zároveň se zabývá chovem skotu.

### Služby
K dispozici je pobočka České pošty, která sídlí na náměstí. Dále obchod se smíšeným zbožím a několik hospod. Pro ubytování jsou k dispozici četné chaty a penziony ve městě a blízkém okolí.
Lipnická pošta
Pošta byla ve městě zřízena v roce 1887, její zřízení inicioval správce lipnického velkostatku. Pobočka sídlila v budově dnešního hostince U České koruny, kde byl už tehdy hostinec. Od založení do současnosti se pošta čtyřikrát stěhovala, ale vždy sídlila v některé budově na náměstí.

## Kultura

### Zájmové spolky
Sbor dobrovolných hasičů

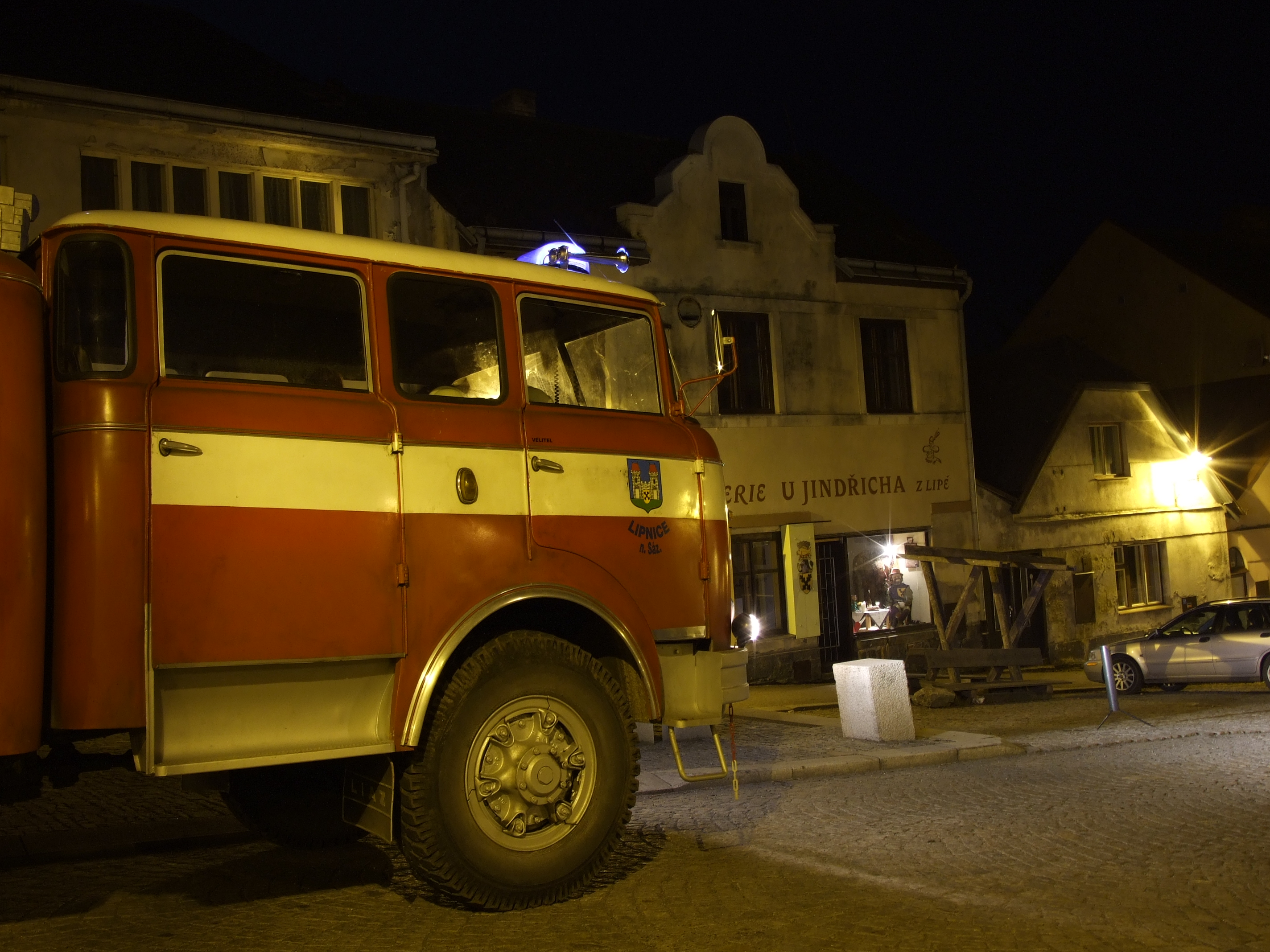
Hasiči v Lipnici

Sbor dobrovolných hasičů Lipnice nad Sázavou byl založen v roce 1873 na základě iniciativy Antonína Svobody, který se stal prvním velitelem, předsedou byl zvolen Antonín Novák. Hasiči sídlí v budově městského úřadu, kde mají požární zbrojnici.
Místní organizace českého rybářského svazu
Místní organizace ČRS hospodaří na rybnících ve městě a blízkém okolí a části Pstružného potoka. Mezi obhospodařované rybníky patří Váha, Metelka, Říhovka, Prostřední a Sládkův rybníček. Většina těchto rybníků slouží pro chovné účely. Ke sportovnímu rybolovu slouží Váha a úsek Pstružného potoka od Kamenné trouby do Mrzkovic. Tento rybářský revír je mimopstruhový. Jako pstruhový revír slouží kamenolomy a přítoky Pstružného potoka. Jedná se o zájmový spolek s největším počtem členů ve městě, sídlí v místní rybárně.
Myslivecké sdružení
Myslivecké sdružení Lipnice obhospodařuje místní honitbu.
Lipničáci
Lipničáci jsou občanské sdružení, jehož cílem je ochrana zeleně, památek a kulturních hodnot v Lipnici nad Sázavou. V roce 2015 spolek inicioval vznik pomníku obětem druhé světové války.
Divadelní spolky
Jedná se o již zaniklé ochotnické spolky. V roce 2016 byla v depozitáři Muzea Vysočiny v Havlíčkově Brodě objevena lipnická opona z roku 1871. Ta má rozměry 5x3 m a je na ní namalován pohled na hrad s městem z roku 1869. Autorem je Josef Suchý z Kolína. První ochotníci byli sokolové, dalšími byli členové Dramatického spolku dobrovolných hasičů. Se spolkem vystoupil v roce 1921 i Jaroslav Hašek. Tento spolek ve městě působil do roku 1955, poté jeho členové hráli jako soubor Osvětové besedy až do 60. let. V období 1941–1949 existoval také Spolek divadelních ochotníků.
Český červený kříž
Místní organizace českého červeného kříže byla v roce 2013 rozpuštěna.

### Občanská vybavenost
Zdravotnictví a sociální služby
Ve městě je ordinace praktického lékaře pro dospělé a lékař pro děti a dorost. V roce 2006 byl postaven dům s pečovatelskou službou „Stromovka“.
Knihovna

V budově městského úřadu se nachází místní knihovna, která má ve svém fondu přibližně 13 000 knih.
Hřbitovy

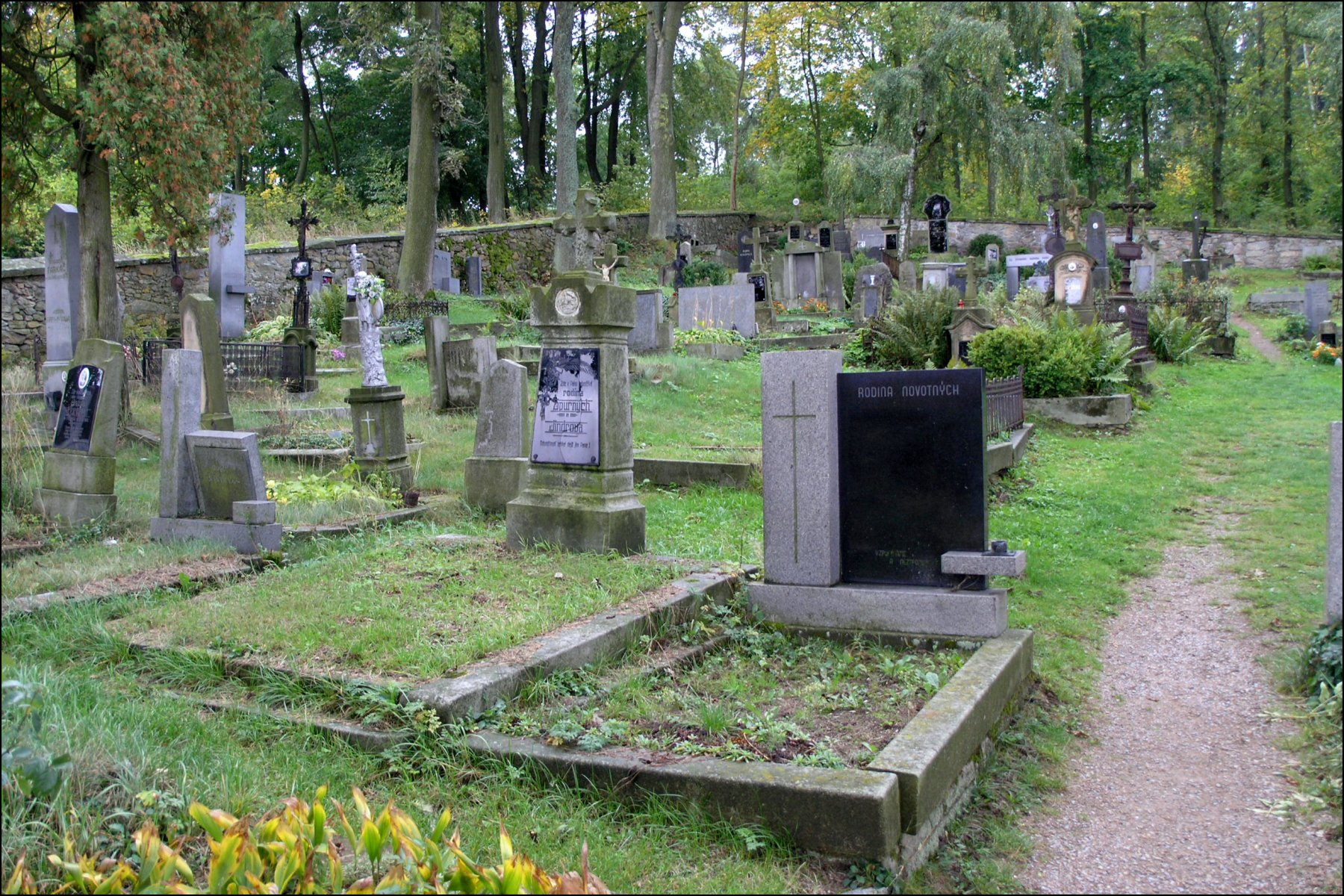
Starý hřbitov

Lipnice nad Sázavou má dva hřbitovy. Prvním je starý hřbitov, který je pod Bílou věží a už se na něm nepohřbívá. Na tomto hřbitově je i hrob Jaroslava Haška. Kromě něj je na hřbitově Pomník obětem první světové války, Pomník obětem druhé světové války a hrob obětí druhé světové války. Na hřbitově se pohřbívalo do roku 1952, kdy byl zřízen nový hřbitov. Ten se nachází jihozápadně od centra města při silnici III/34763 v blízkosti fotbalového hřiště.
Muzeum Jaroslava Haška
Související informace naleznete v článku Památník Jaroslava Haška.
Muzeum Jaroslava Haška bylo zřízeno v domě, který Hašek zakoupil po svém příchodu na Lipnici. Muzeum bylo otevřeno v roce 1959.
Letní amfiteátr
Letní amfiteátr se nachází v centru města pod hradem. Je využíván pro konání koncertů, festivalů a divadelních představení. V minulosti se v něm pořádalo i letní kino. K nejznámějším akcím, které se tam pořádaly patří festival Haškova Lipnice, který byl hojně navštěvován zejména v období socialismu, kdy na něm vystupovali nejznámější českoslovenští interpreti. Jeho první ročník byl uspořádán v roce 1958. V roce 1988 tam na festivalu Folková Lipnice poprvé od 60. let veřejně vystoupil Václav Havel. Od roku 1994 se tam konal festival Rocková Lipnice, který patřil k prvním porevolučním festivalům v České republice. Poslední ročník se konal v roce 2014. Mezi další festivaly, které se pořádaly v letním amfiteátru, patří Kvílení, Rej noci svatojánské, Rocknářez, Ska-Punk festival, Beltine.
Divadelní domek
Úzce spjat s festivaly Lipnických mantlů (1993-1997) a sérií divadelních soustředění Prázdninové školy humoru (1994-1995). Roku 1996 zde vznikla divadelní alegorie Drogové komando (Sbohem, Márfy) Divadla Klauniky Brno. Od roku 2006 v době letních prázdnin (v současnosti pouze během Integračního festivalu Quijotova šedesátka) je zde, na motivy Jaroslava Haška, otevřeno Vinné ústraní Strany mírného pokroku v mezích zákona tedy přírodního.

### Kulturní akce
Další kulturní akce jako České hrady, Lipnické hradovánky, Lipnický mantl, sraz Velorexů, noční prohlídky aj. se konaly či konají na hradě.
V současnosti se ve městě pravidelně pořádají tyto akce:
- Pálení čarodějnic na hradě
- Vánoční jarmark[62]
- Koncerty ZUŠ
- Masopustní průvod[63]
- Mikuláš a čerti[64]
- Integrační festival Quijotova šedesátka[65]

### Pamětihodnosti
- Lipnice nad Sázavou (hrad), částečná zřícenina
- Hospoda U české koruny
- Památník Jaroslava Haška
- Hrob Jaroslava Haška
- Socha a busta Jaroslava Haška
- Pomník obětem první světové války
- Pomník obětem druhé světové války
- Hrob padlých z druhé světové války
- Kostel svatého Víta na náměstí
- Socha svatého Jana Nepomuckého a socha Immaculaty na náměstí
- Památník Jana Husa na náměstí
- Zřícenina Bílé věže
- Torzo Dolní (Humpolecké) brány
- Zvonice
- Socha svatého Floriána na Floriánku
- Kaplička svatého Antonína na Bílé věži
- Smírčí kříž u Váhy
- Modrý kříž

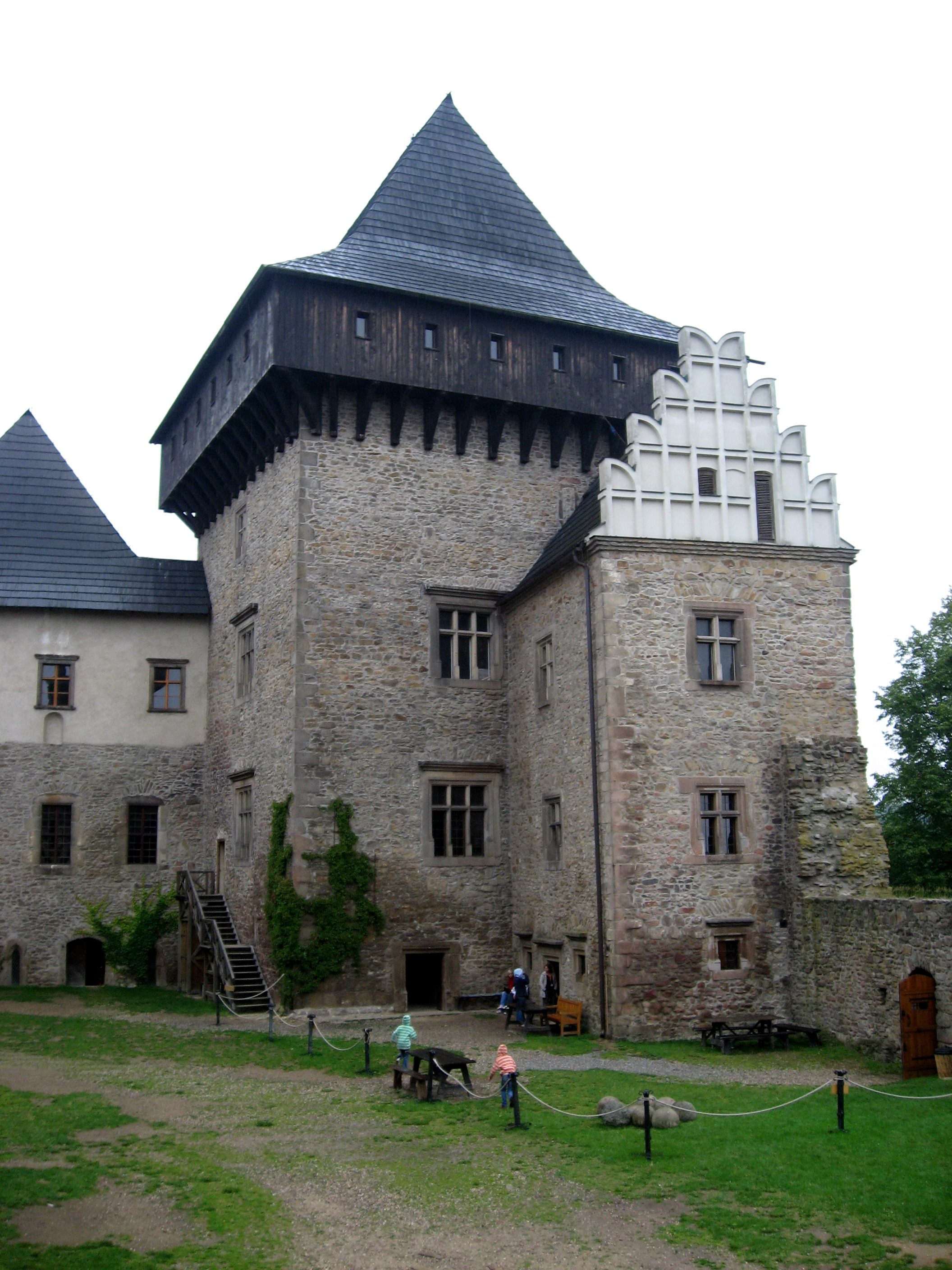
Hrad
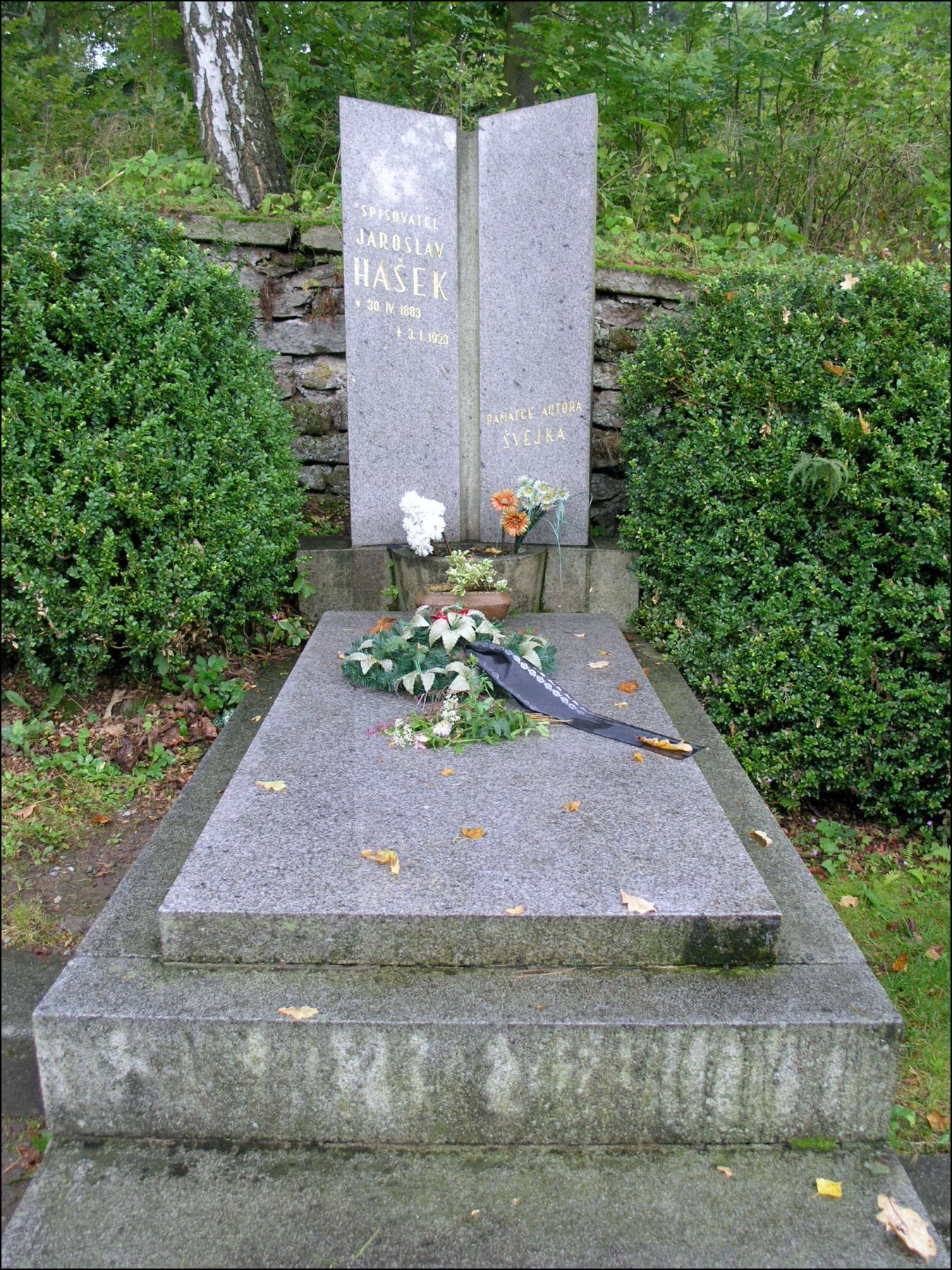
Hrob Jaroslava Haška
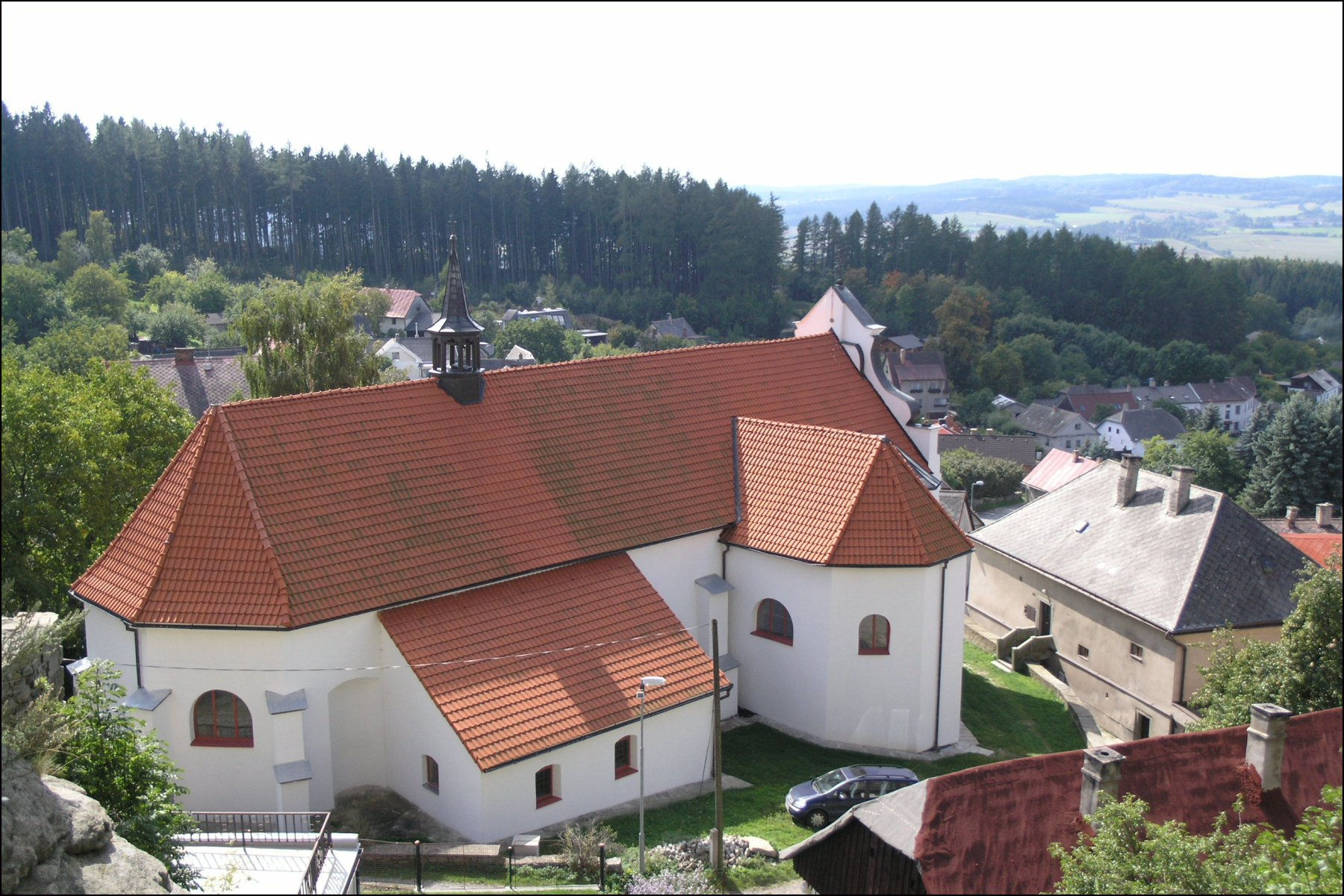
Kostel svatého Víta
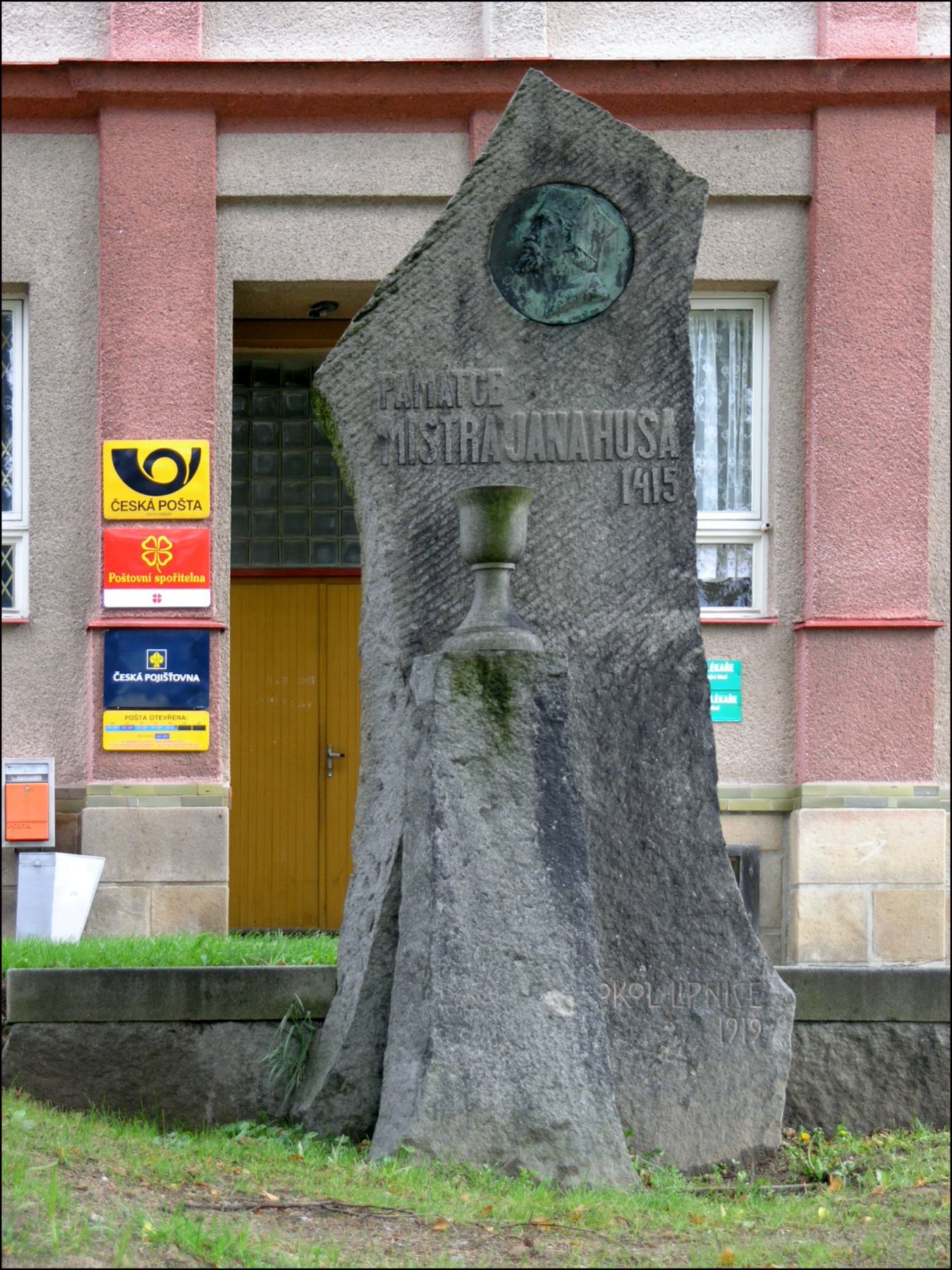
Památník Jana Husa
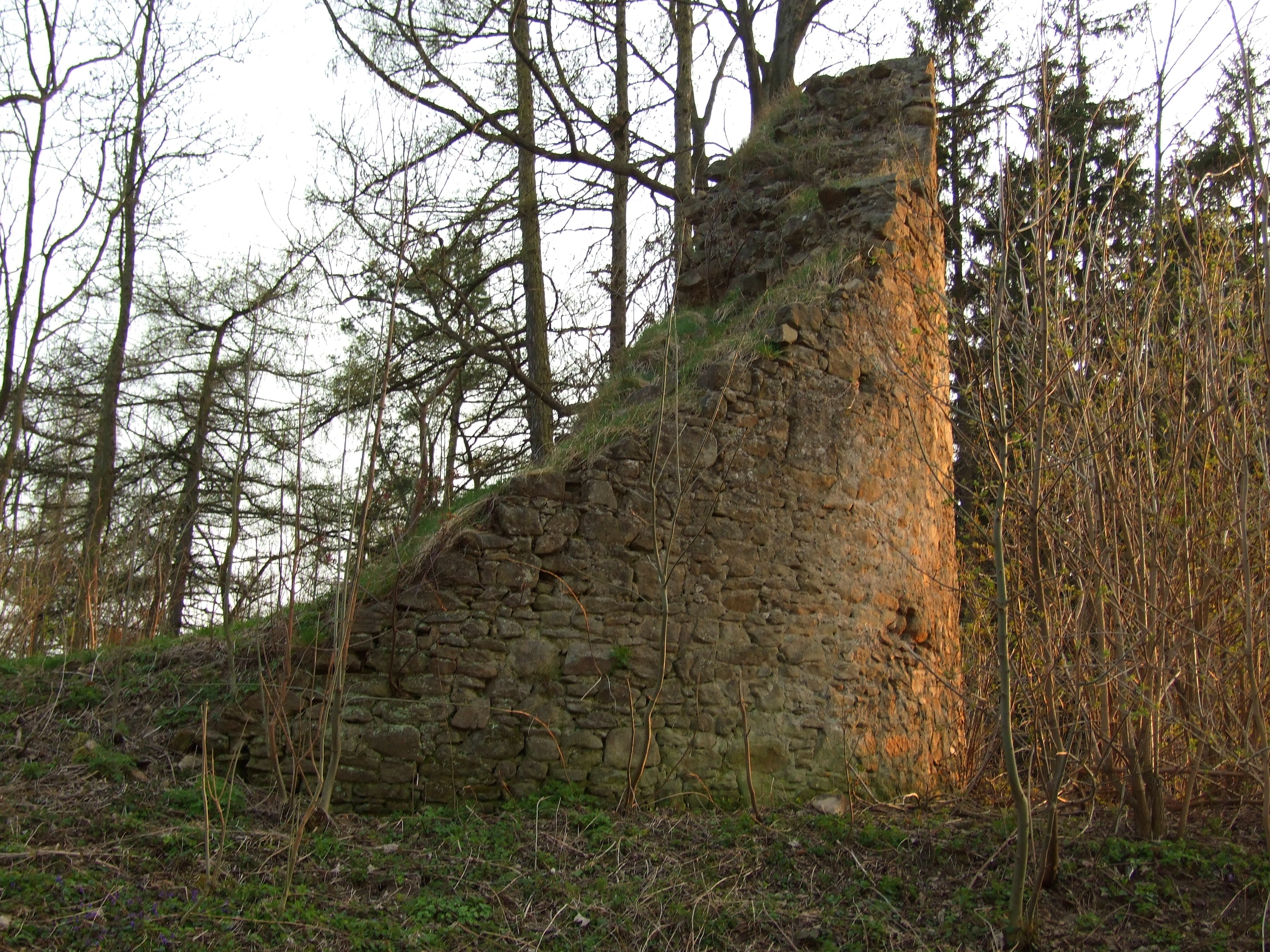
Bílá věž
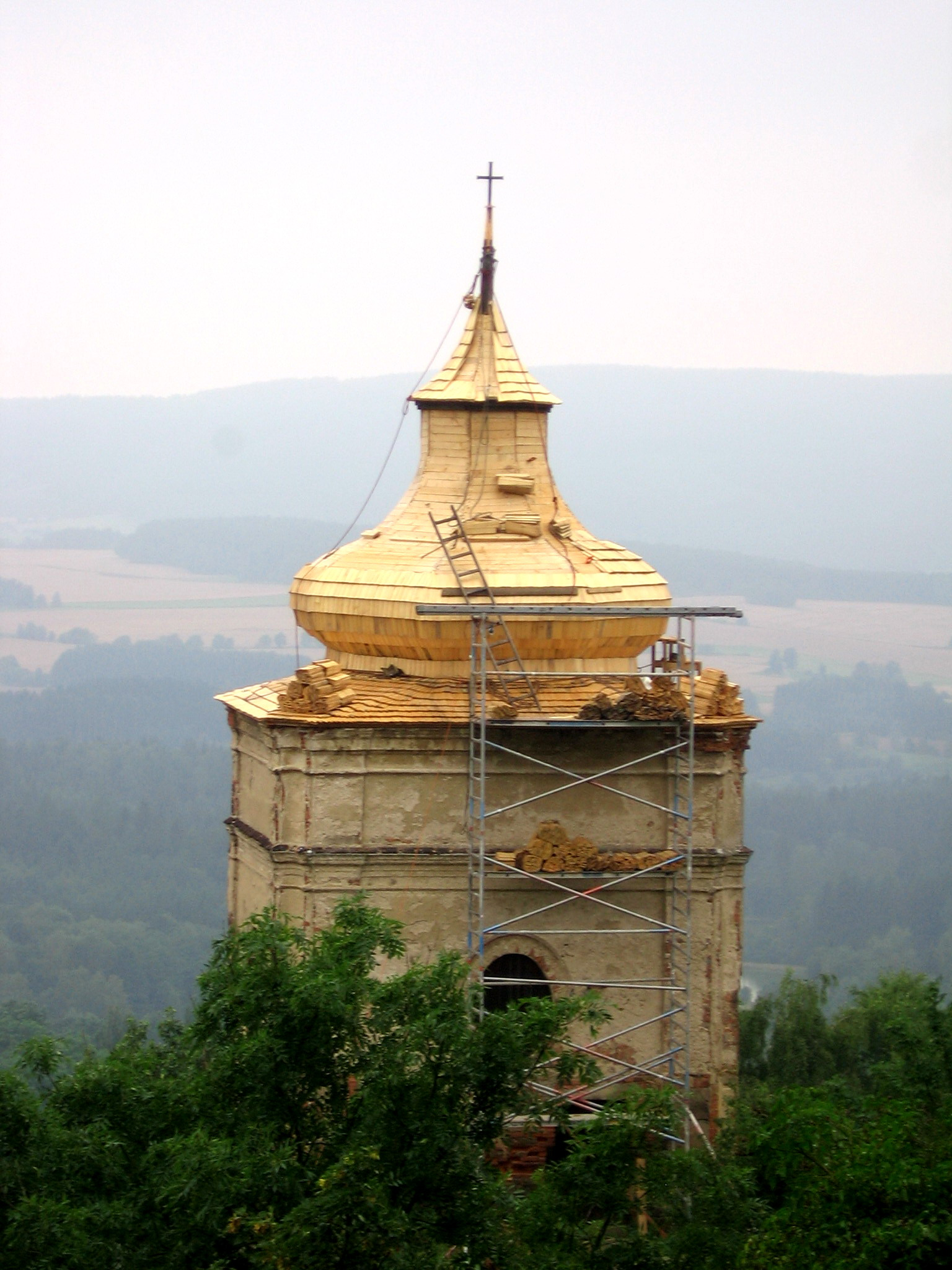
Zvonice
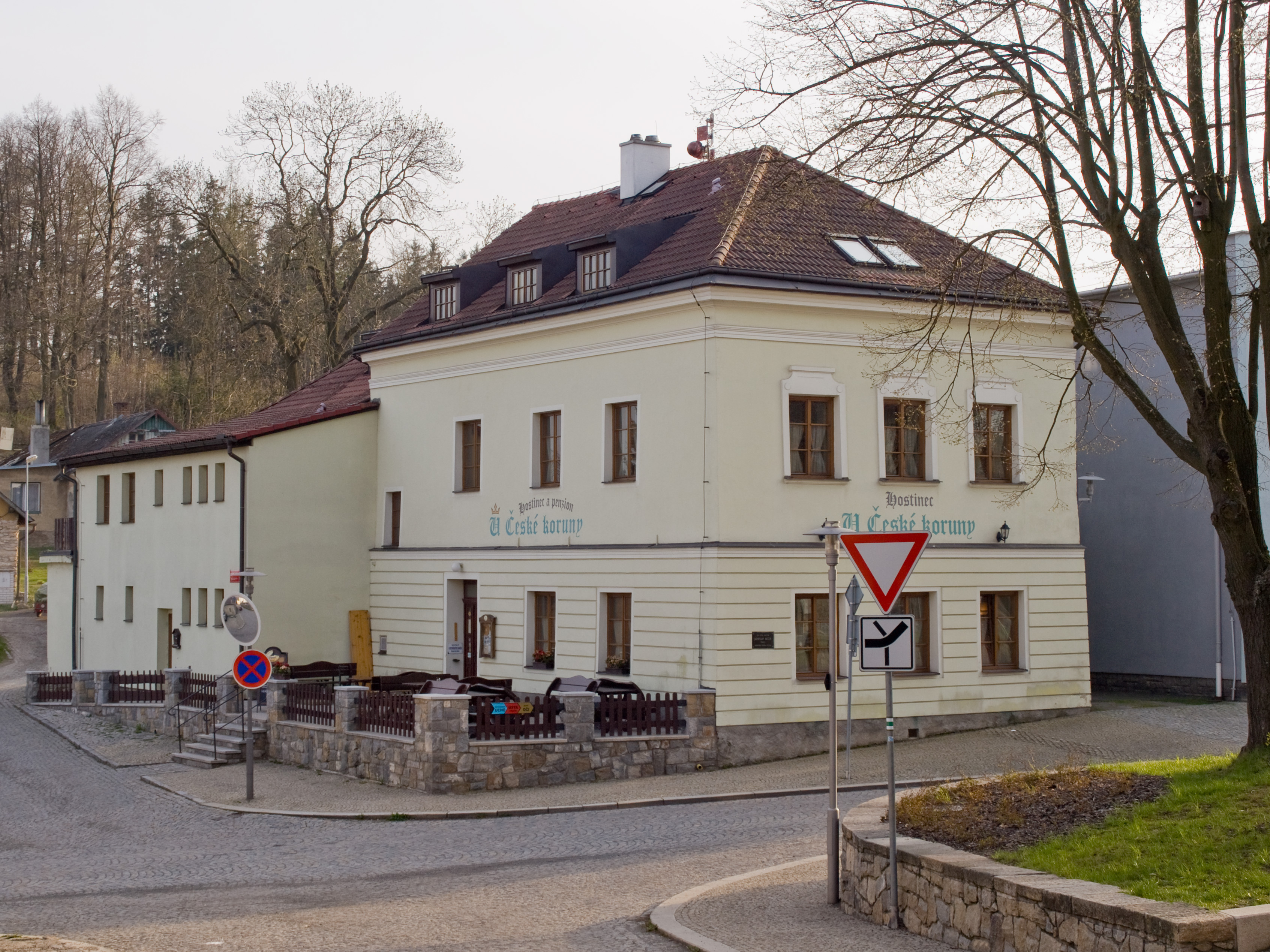
U České koruny
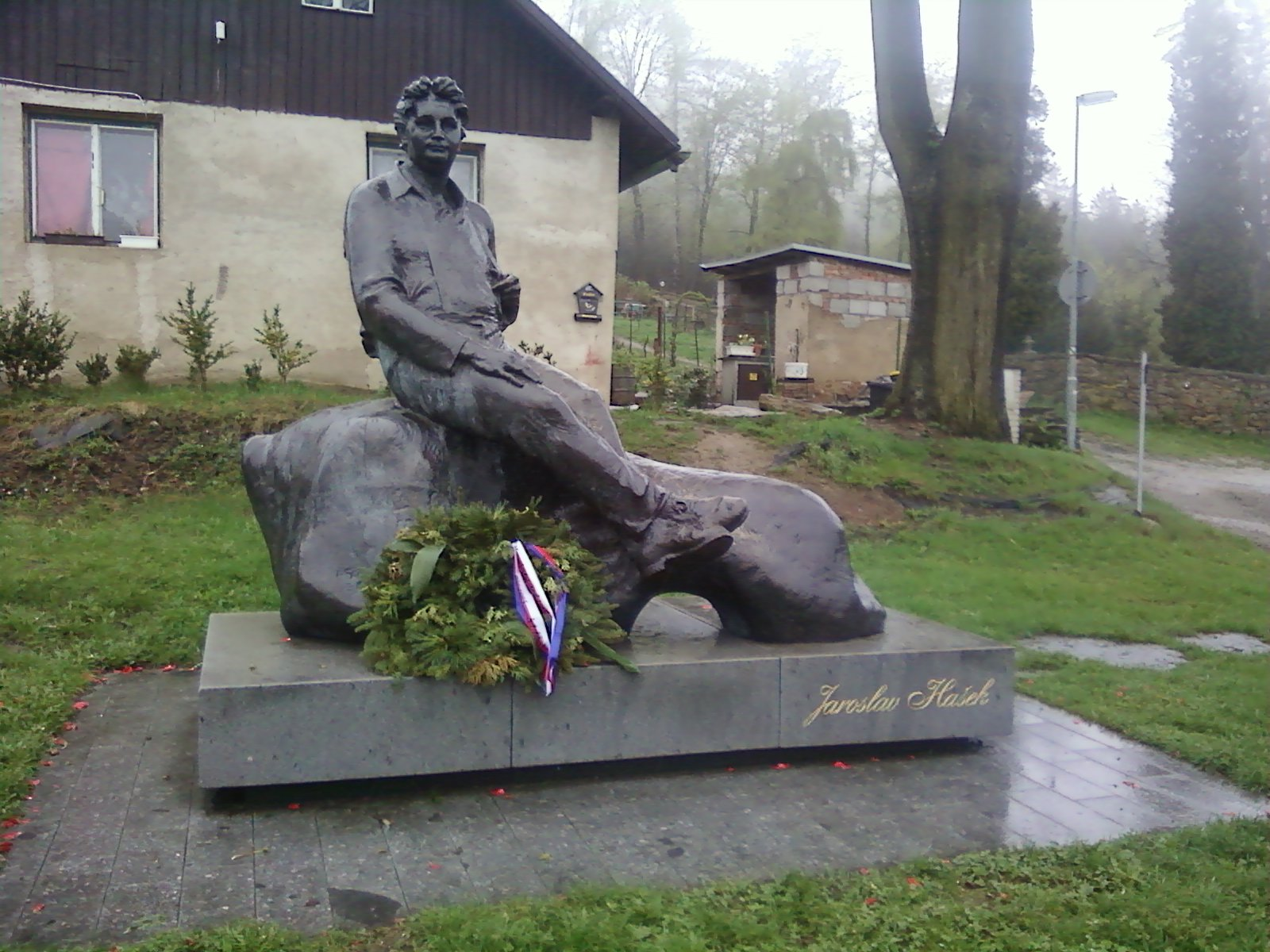
Socha Jaroslava Haška
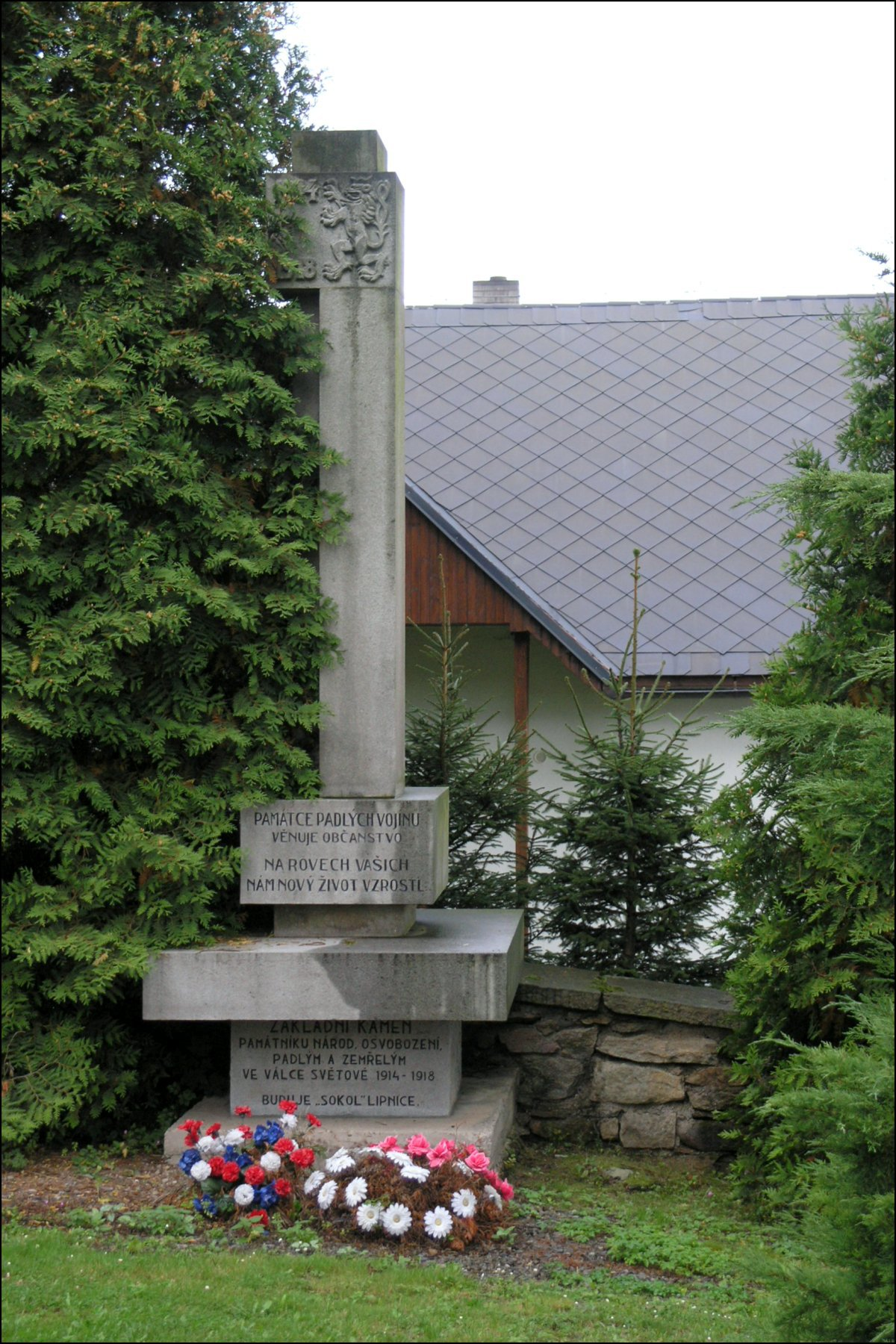
Pomník obětem první světové války
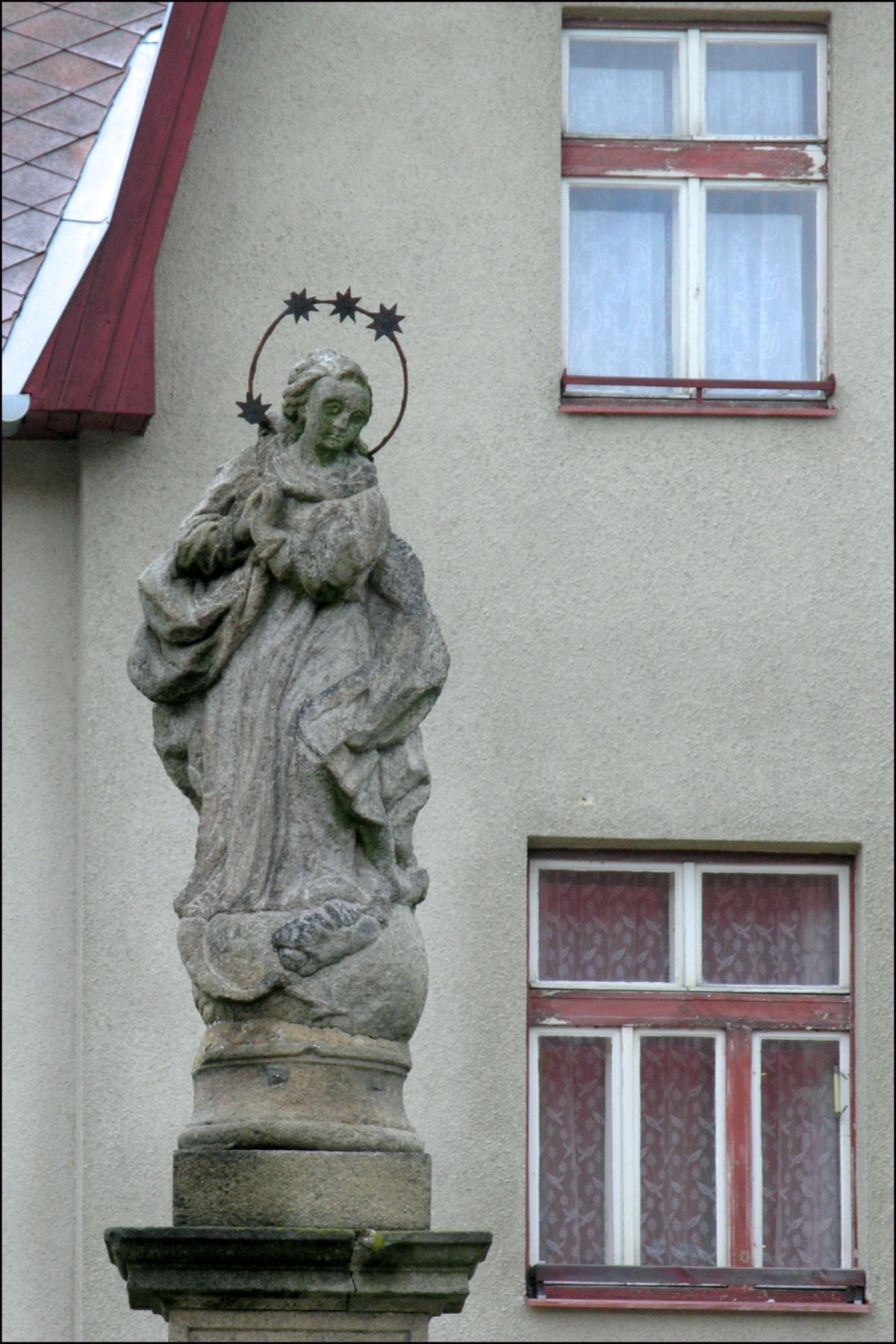
Socha Immaculaty
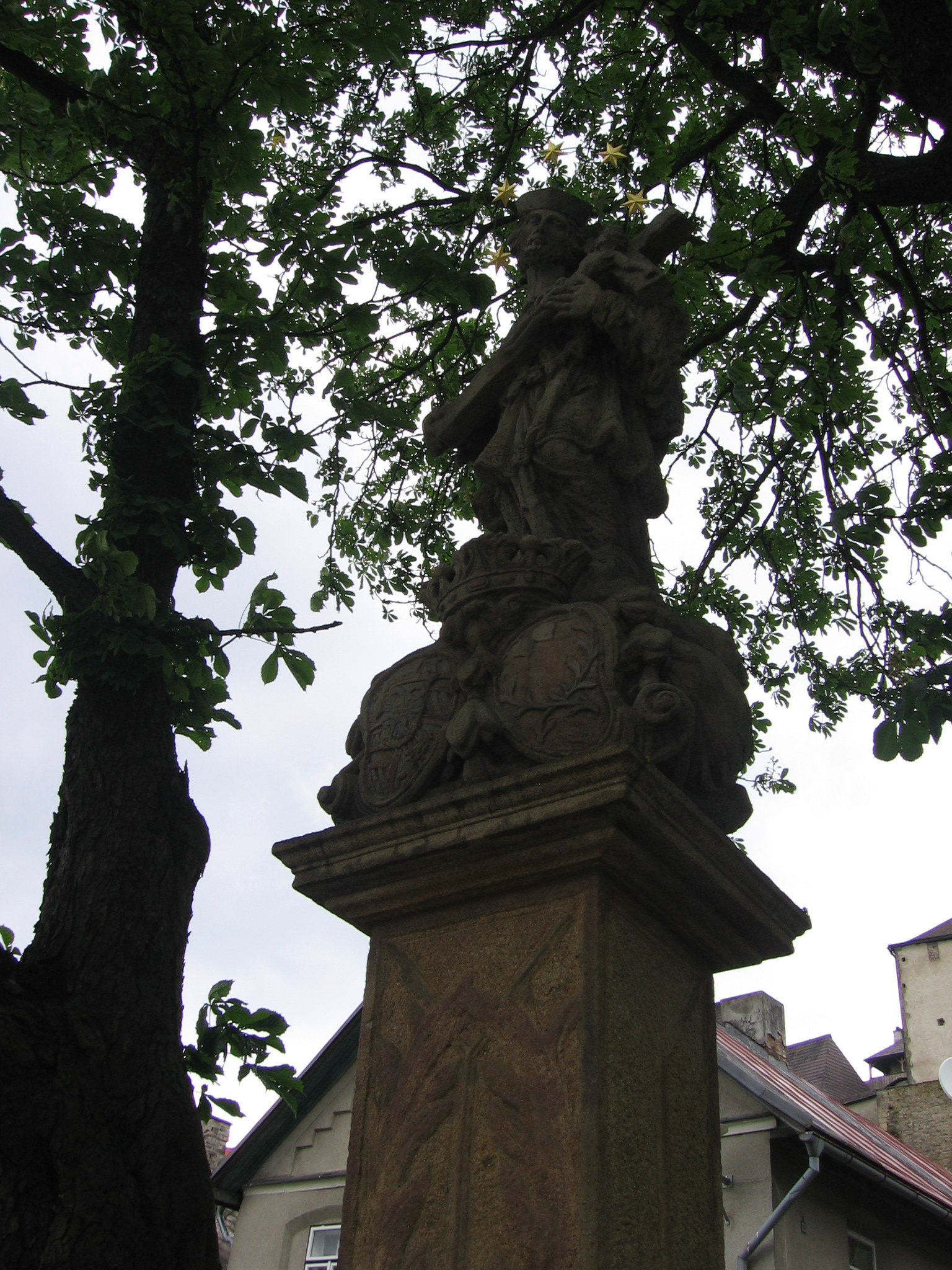
Socha svatého Jana Nepomuckého
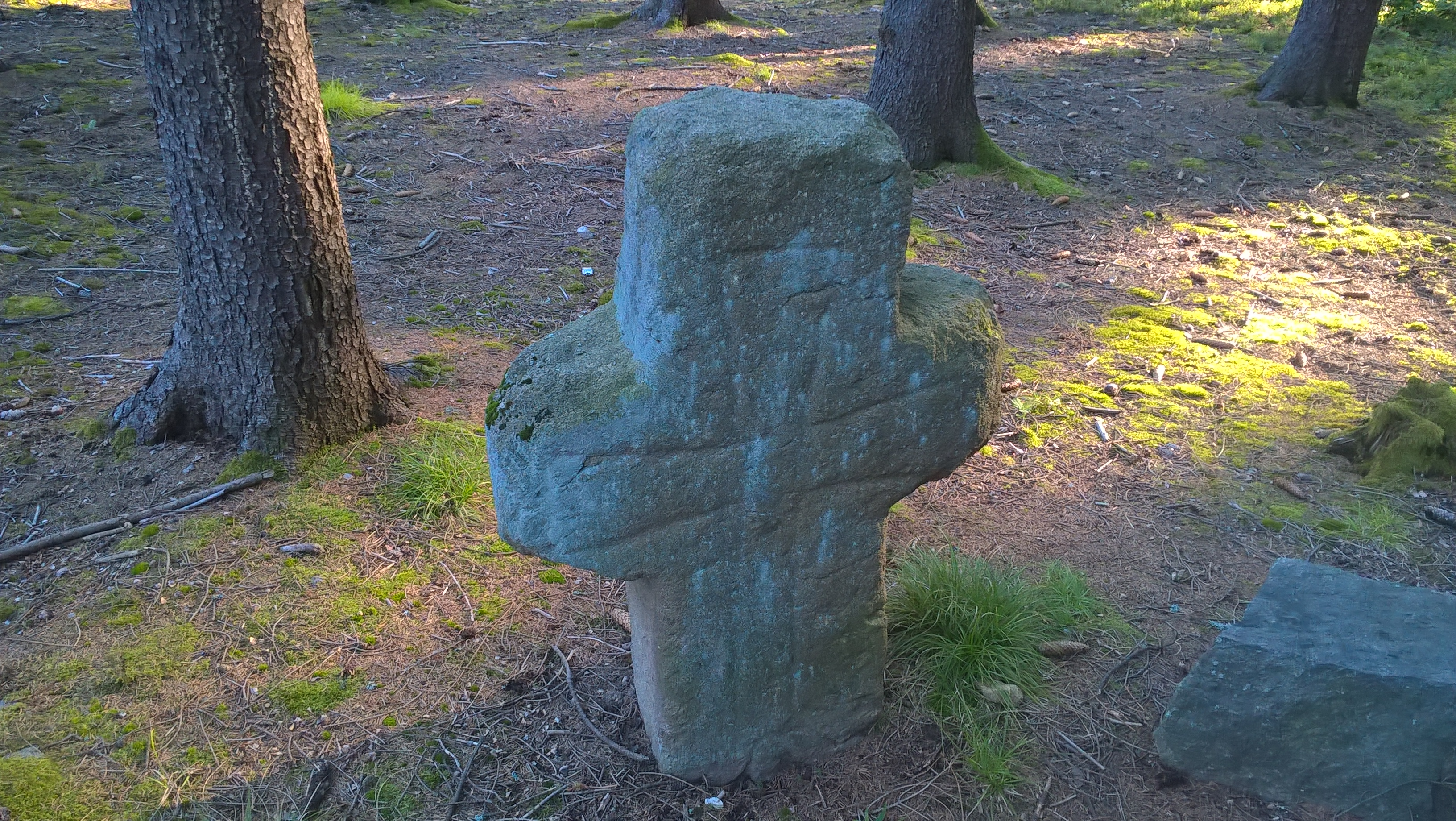
Smírčí kříž

Sochařská díla v okolí
V okolí Lipnice se nachází zatopené žulové lomy. Ve skálách nad lomy byly sochařem Radomírem Dvořákem v letech 2005–2007 vytesány tři reliéfy, ironicky nazvané Bretschneidrovo ucho, Ústa pravdy a Zlaté oči. V roce 2013 k nim přibyla podobizna Jaroslava Haška, nazvaná dle stejnojmenného protiválečného románu a umístěná na loučce u křižovatky silnice mezi Lipnicí a Dolním Městem. Dohromady tyto monumenty tvoří tzv. Památník národního odposlechu. V roce 2015 vytvořil stejný autor Monument Omen Nomen, který je umístěný u areálu firmy Granit Lipnice.

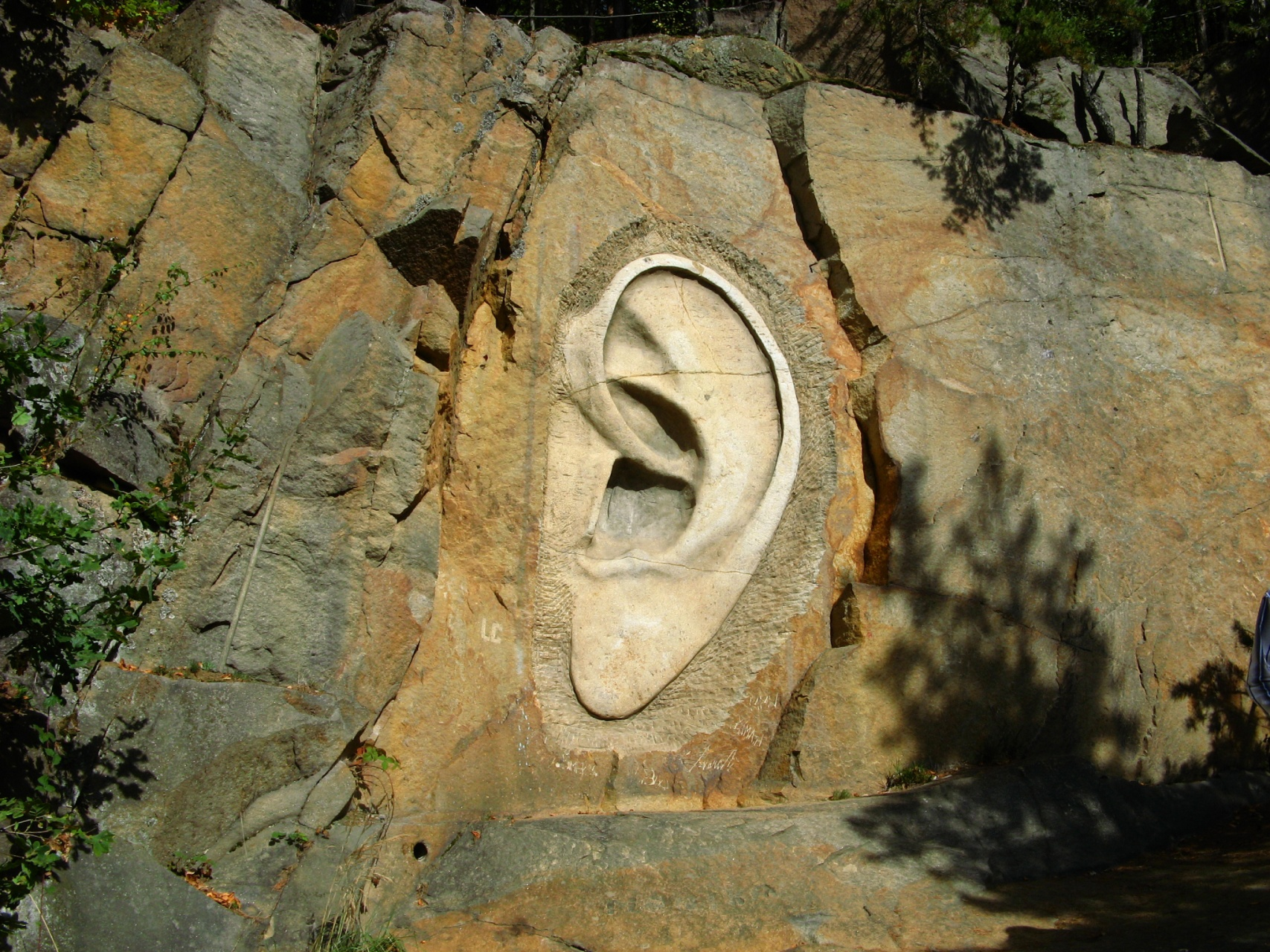
Bretschneiderovo ucho
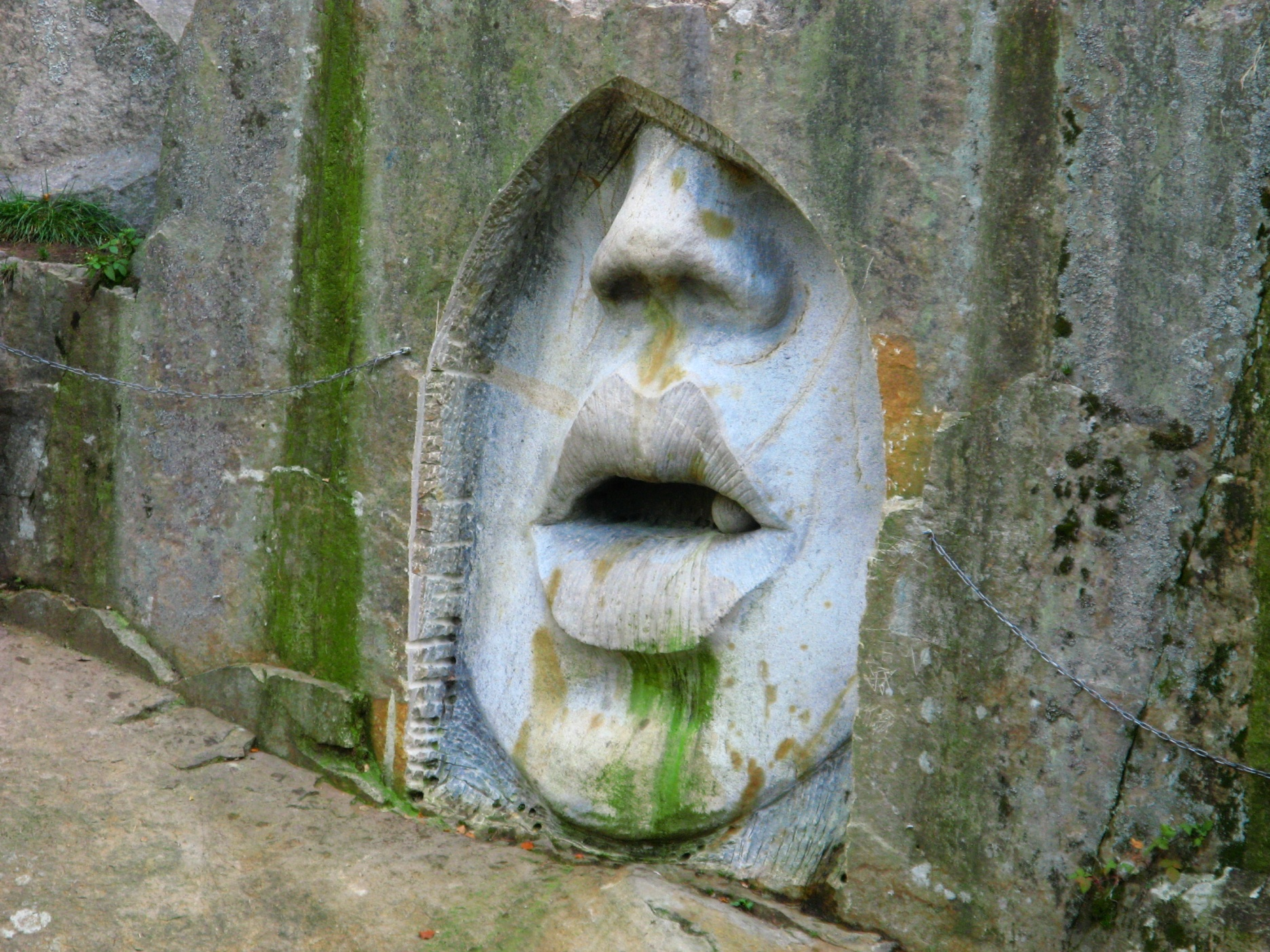
Ústa pravdy
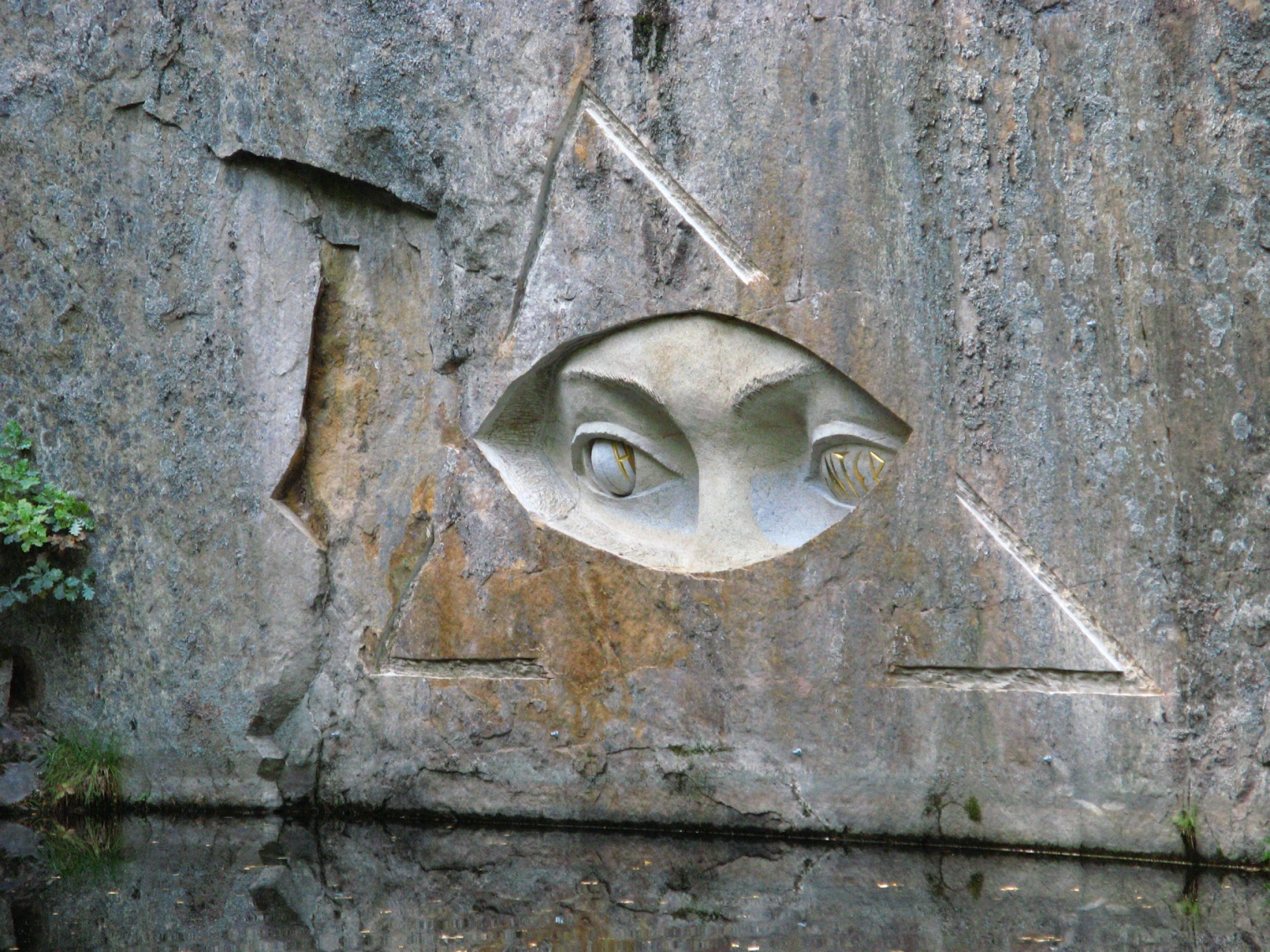
Zlatý voči
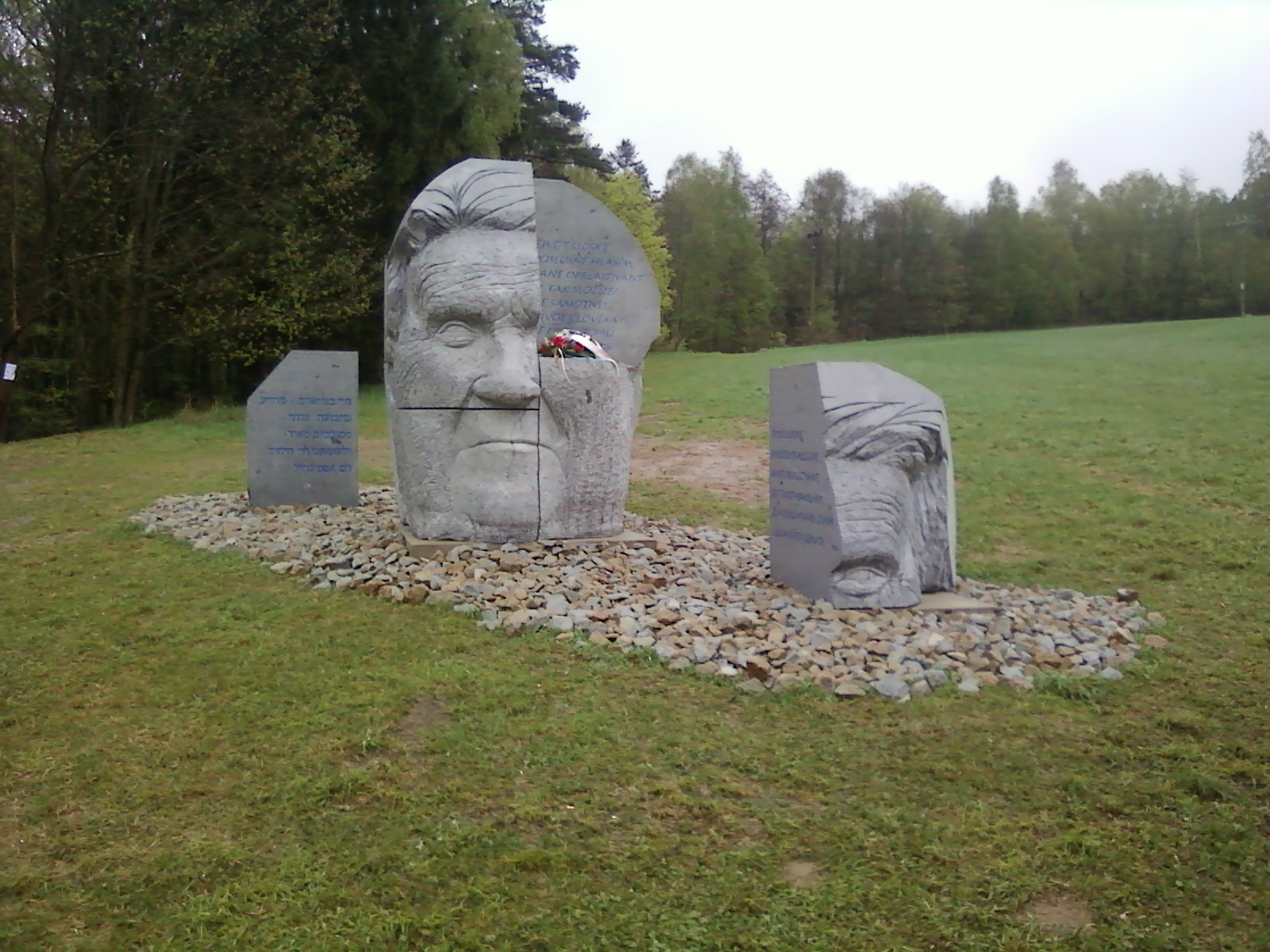
Hlava XXII
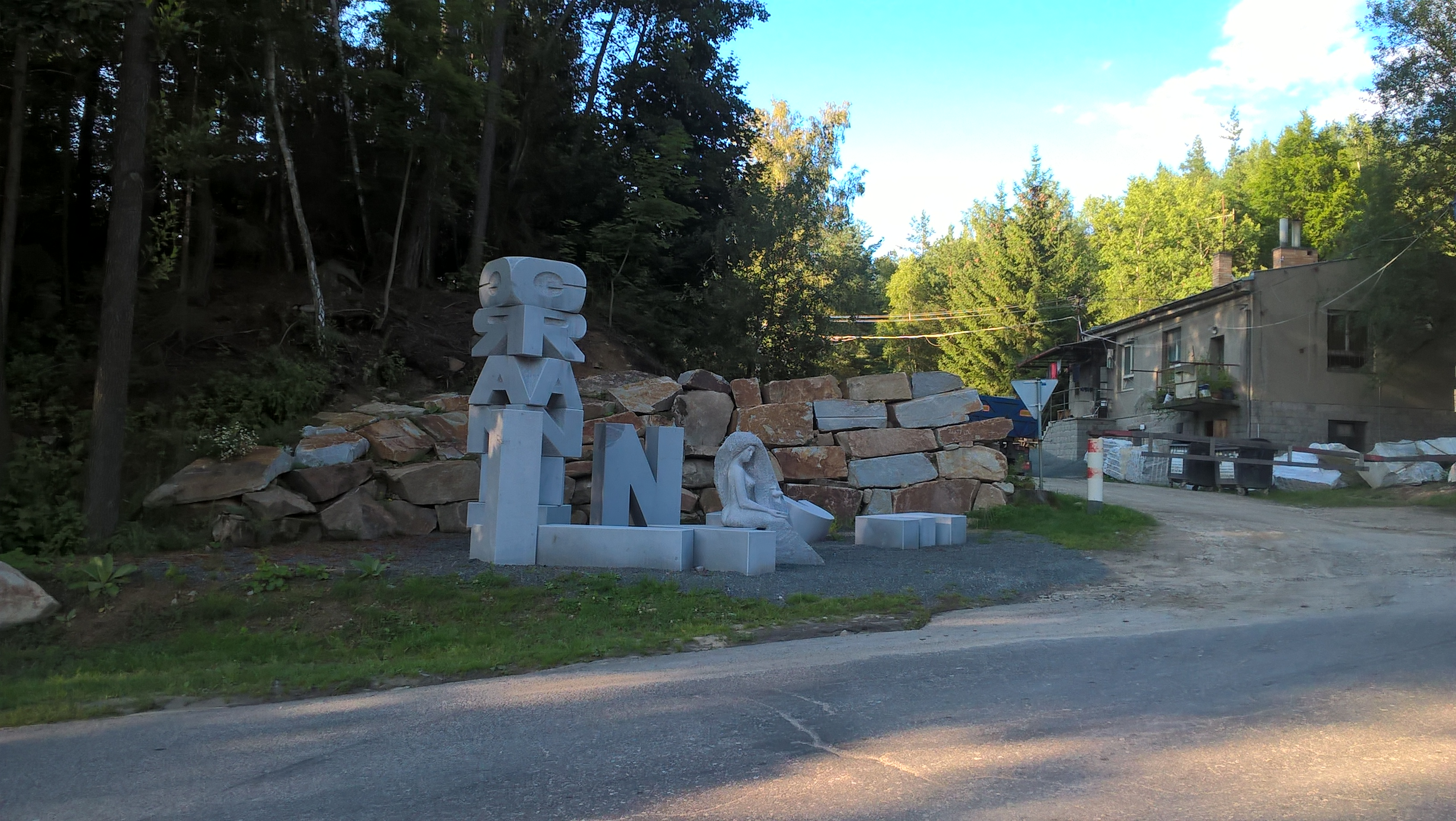
Monument Nomen Omen

## Sport
Ve městě je fotbalové hřiště, asfaltové hřiště, hřiště na školní zahradě, dětské hřiště v blízkosti domova pro seniory a sokolovna. Dále jsou v areálu rekreačního zařízení Parlamentu ČR tenisové kurty, které ale nejsou pravidelně přístupné veřejnosti.
Sokol

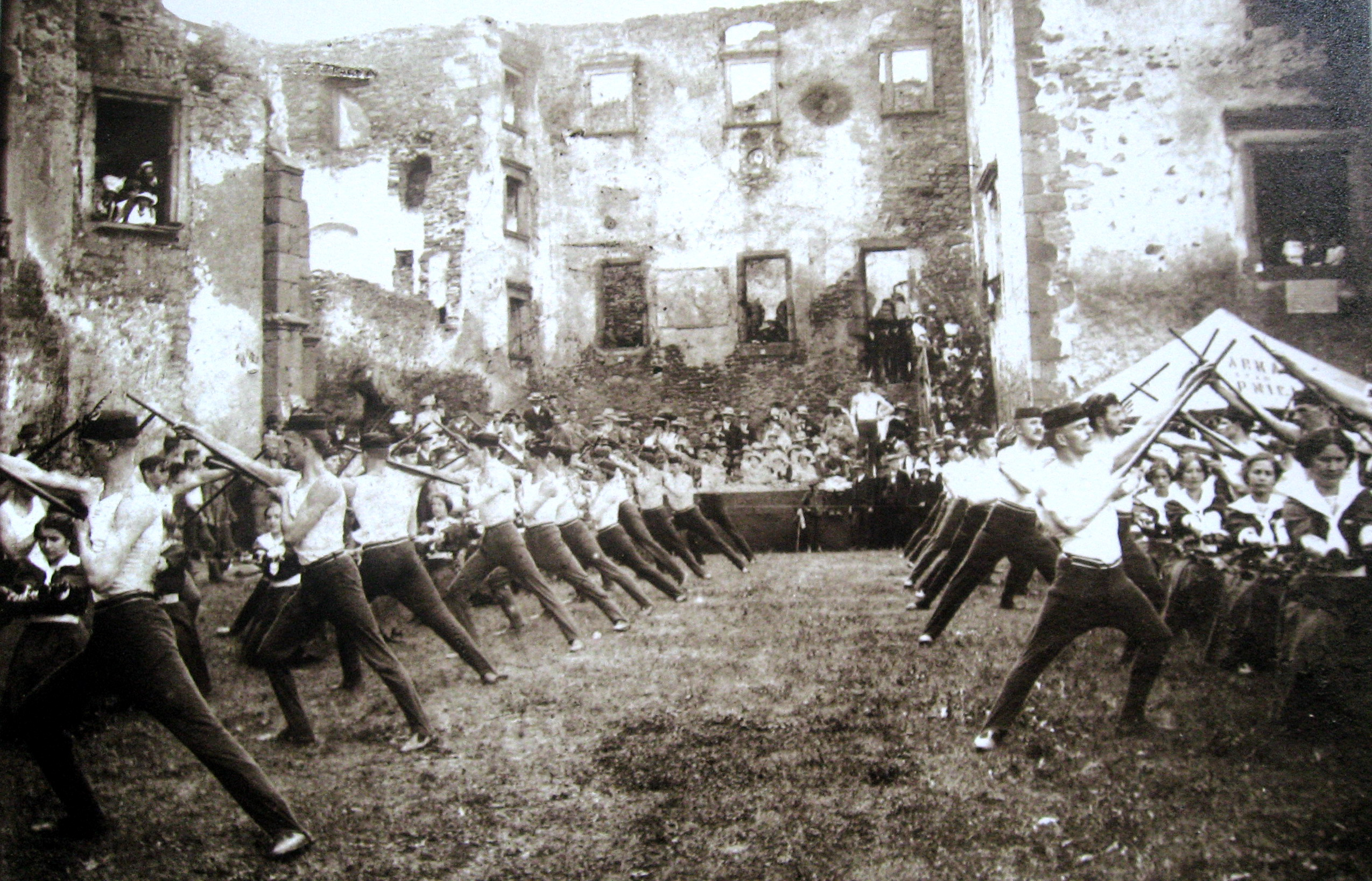
Cvičení sokola na nádvoří hradu před rokem 1913.

Sokol byl ve městě založen v srpnu roku 1908. Prvním starostou byl Josef Raidl. Místní sokolové se nevěnovali pouze tělovýchovné činnosti, ale zapojovali se i do dalších činností např. vybudovaní pomníku Jana Husa v roce 1919 či pomníku obětem první světové války nebo hraní divadla. Zpočátku sokolové cvičili v sále v hospodě nebo na nádvoří hradu. S přibývajícím počtem členů i návštěvníků cvičení se staly tyto prostory nevyhovujícími. Proto sokolové začali v roce 1922 pracovat na vybudování letního cvičiště. K tomuto záměru jim majitel lipnického panství Trautmansdorf daroval pozemek pod hradem o velikosti 53 arů. V místě se dnes nachází letní amfiteátr. Cvičiště bylo dokončeno v roce 1925. V roce 1937 se začala v Lipnici stavět sokolovna. V roce 2008 byl ke 100. výročí založení spolku vybudován památník, který je umístěn před sokolovnou.
Pod hlavičkou sokola působí ve městě také fotbalový oddíl TJ Sokol Lipnice nad Sázavou, který v roce 2016 působí v okresním přeboru Havlíčkobrodska. V roce 2009 bylo vybudováno nové zázemí u fotbalového hřiště a v roce 2013 prošlo rekonstrukcí také samotné hřiště.

## Školství
V Lipnice je Základní škola, Základní umělecká škola, Mateřská škola, kamenosochařské učiliště. Dále také nezisková organizace Prázdninová škola, která se zaměřuje na zážitkovou pedagogiku.
Základní škola
Související informace o budově školy (zámku) naleznete v článku Lipnice nad Sázavou (zámek).

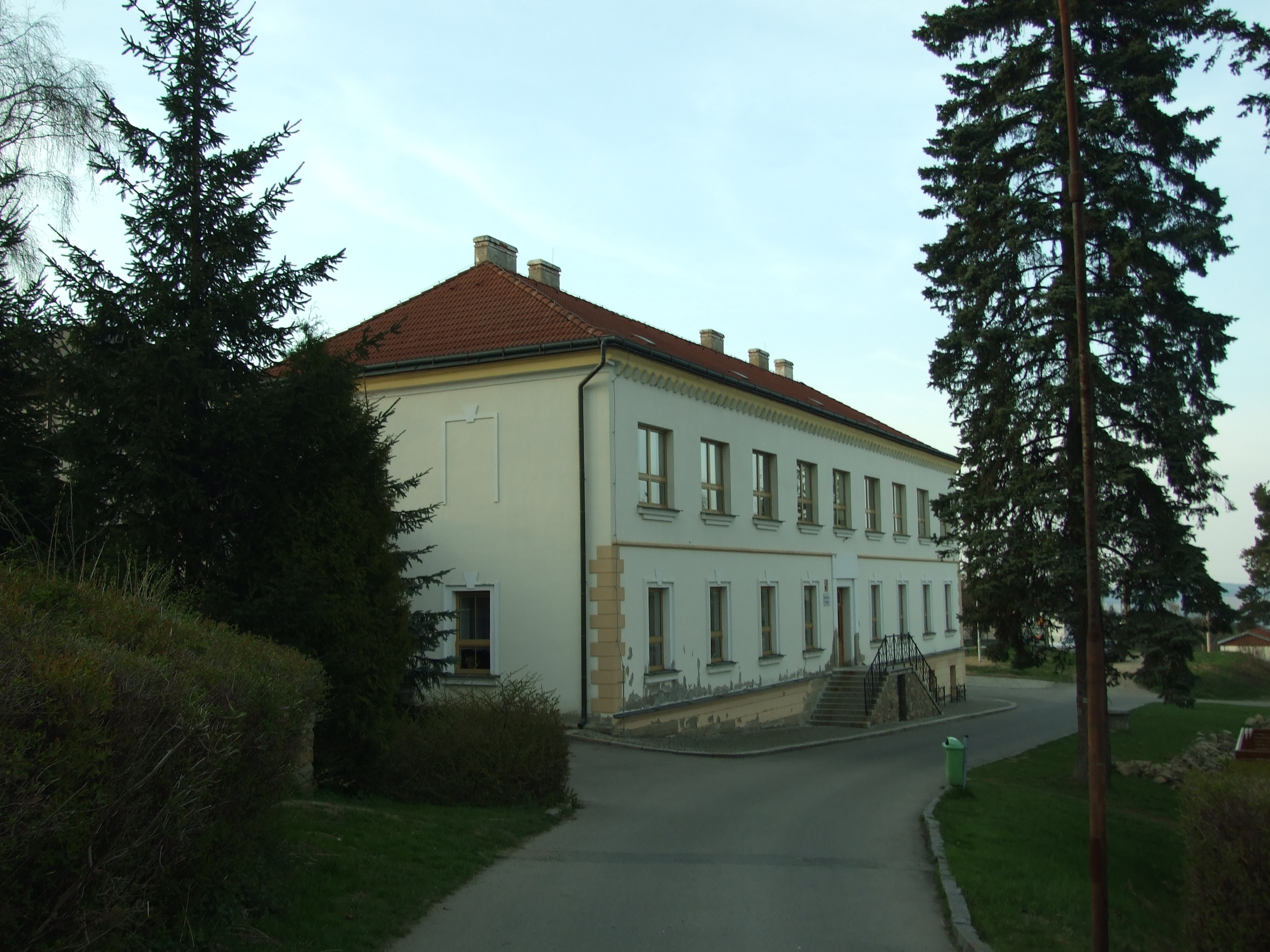
Současná budova školy

První školu ve městě založil Vilém z Landštejna v roce 1396. V době, kdy Lipnice patřila Trčkům z Lípy byla škola českobratrská. Po roce 1740 probíhalo vyučování ve světnici na radnici až do roku 1787, kdy byla pod hradem postavena nová dřevěná škola, která se dochovala dodnes. V této škole učil i otec Antonína Doležálka. V roce 1811 nechal hrabě Karel II. Josef Palm z Gundelfingenu pro vyučování upravit starou faru. Školu v té době navštěvovali žáci nejen z Lipnice, ale i z Broumovy Lhoty, Dolního Města, Bystré, Kejžlice, Řečice, Svitálky, Vitonína, Volichova a okolních samot. Roku 1857 byla škola rozšířena o další třídu. Po roce 1864 převzala školu obec. Později byla otevřena další třída v budově radnice. Tento stav byl nevyhovující, a proto byla v letech 1885–1887 postavena nová školní budova. Cena nové školy byla 18 245 zlatých, na nákladech se podílely také okolní obce Broumova Lhota, Řečice a Volichov. O šest let později byla zřízena 5. třída. Roku 1923 byla zřízena pokračovací živnostenská škola. Již od roku 1917 byla snaha zřídit měšťanskou školu. To se podařilo až v srpnu 1926, kdy byla dokončena přestavba bývalého zámku, který obec odkoupila od Trauttmansdorffů. Později ve 2. polovině 20. století bylo k budově přistavěno nové křídlo a byla zřízena mateřská a základní umělecká škola. ZUŠ má pobočky v Dolním Městě, Krásné Hoře a v Okrouhlici. V roce 1995 byla provedena rekonstrukce původní budovy. V letech 2008–2009 došlo k rozšíření kapacity mateřské školy a zároveň byla zeteplena nová budova. V roce 2015 byla provedena rekonstrukce kotelny.
Kamenosochařské učiliště

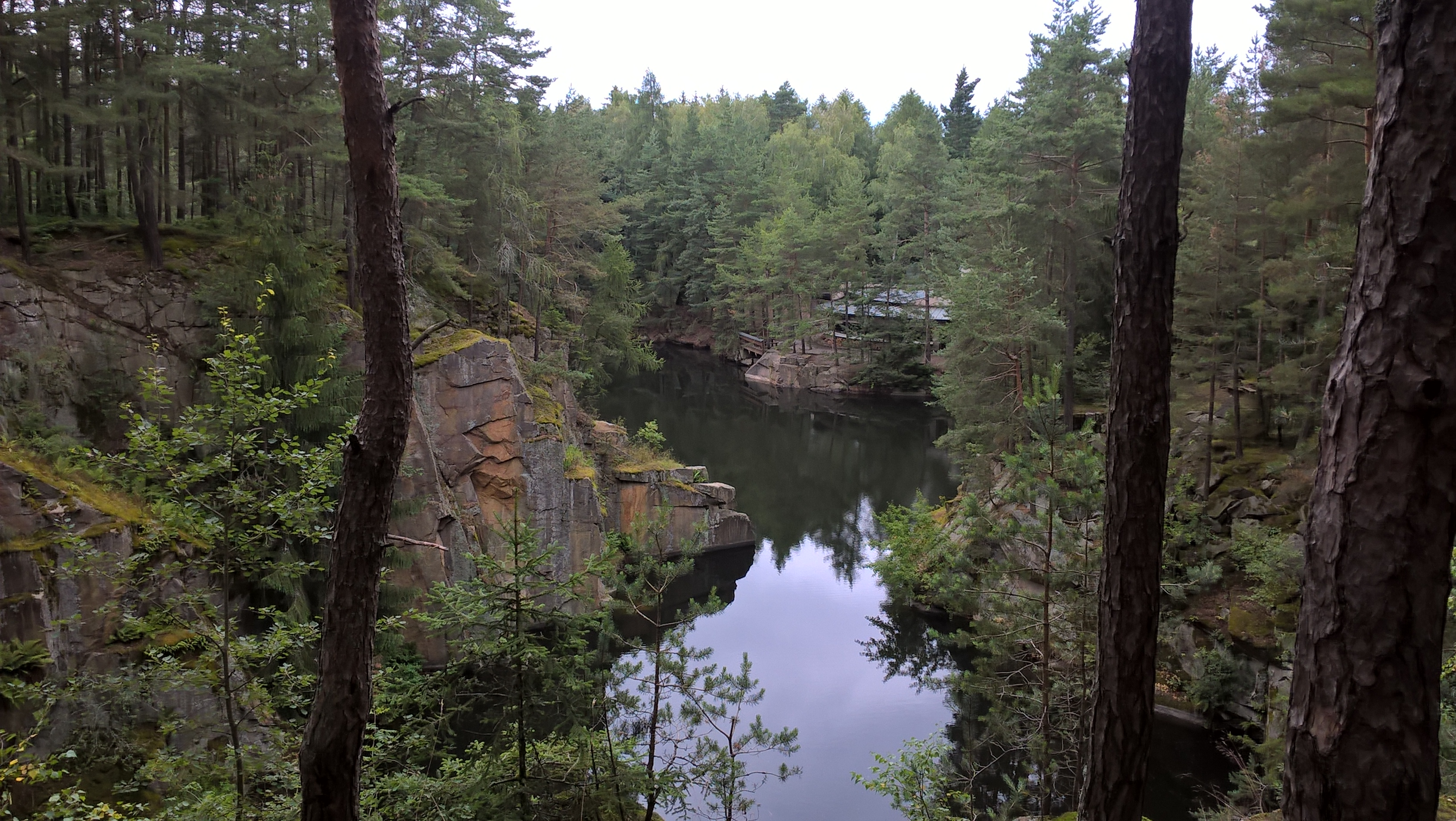
Lom Hřeben (Starý lom)

Výuka byla zahájena v roce 1951, byla zajištěna teoretická i praktická výuka. Zřizovatelem byla oblastní správa Státních pracovních záloh Brno. Roku 1962 se novým zřizovatel stal národní podnik Českomoravský průmysl kamene Hradec Králové a byla navýšena kapacita učiliště výstavbou nové budovy internátu, dílny, garáže a truhlárny. Učni si plnili praxi i v blízkých kamenolomech. Kvůli zlepšení podmínek byl koncem 80. let v Havlíčkově Brodě vybudován nový areál a na Lipnici učni dojížděli pouze na praktickou výuku. Ale už v roce 1990 se výuka opět vrátila zpět na Lipnici. O rok později se sřizovatelem stalo tehdejší ministerstvo stavebnictví následovalo ministerstvo průmyslu a ministerstvo hospodářství. V roce 1996 přešlo středisko pod ministerstvo školství, mládeže a tělovýchovy. Vlivem klesajícího počtu učňů došlo 1. 7. 2000 ke sloučení se SSŠ, Gymnáziem a VOŠ ve Světlé nad Sázavou, ve středisku na Lipnici zůstala praktická výuka. V roce 2004 došlo ke změně názvu na Kamenosochařské středisko Lipnice a bylo zmodernizováno zázemí. Byly otevřeny nové obory jako restaurování a konzervování kamene, umělecké zpracování kovů či vzdělávací program VOŠ – Řízení výroby zpracování kamene.
Prázdninová škola
Prázdninová škola se zaměřuje na zážitkovou pedagogiku. Byla založena v roce 1977 a do roku 1989 spadala pod socialistický svaz mládeže. V roce 1990 se osamostatnila. V Lipnici pořádá kurzy v areálu České tábornické unie u lomu Hřeben. Autorem objektu je architekt Jaroslav Vaculík.

## Náboženský život
V Lipnici nad Sázavou má sídlo stejnojmenná římskokatolická farnost. Ta spadá pod vikariát Humpolec královéhradecké diecéze v České provincii. Území zdejší farnosti zahrnuje nejen oblast samotného města, ale také dalších 37 obcí, částí a samot. Farním kostelem je kostel sv. Víta v Lipnici. Během druhé světové války byl za protiněmecké kázání zatčen místní farář Jan Havelka, který podlehl následkům mučení gestapa.
Ve městě působila i církev československá husitská. Měla zde modlitebnu a na Bílé věži zvoničku.
V 19. a na počátku 20. století působila v Lipnici židovská obec s vlastní modlitebnou. V letech 1830–1896 zde byla vedena i Matrika Židů, poté byla přesunuta do Německého Brodu. Po zrušení místní obce převzala zařízení modlitebny světelská obec.

## Osobnosti
- Antonín Doležálek (1799–1849), pedagog, se zde narodil
- Jaroslav Hašek (1883–1923), novinář, publicista, spisovatel, zde žil na sklonku svého života a zemřel
- Jan Havelka (1887–1942), katolický farář a vlastenec, zde od r. 1931 do 1940 žil a působil
- Oldřich Doubek (1908–1989), vojenský a dopravní pilot, se zde narodil a vyrůstal tu
- Karel Čáslavský (1937–2013), archivář, historik, publicista, moderátor, se zde narodil
- Martin Lank (* 1976), reportér, moderátor, politik, se zde narodil
- Bernard Mahler (1827-1889), otec skladatele Gustava Mahlera, se zde narodil

## Lipnice v umění

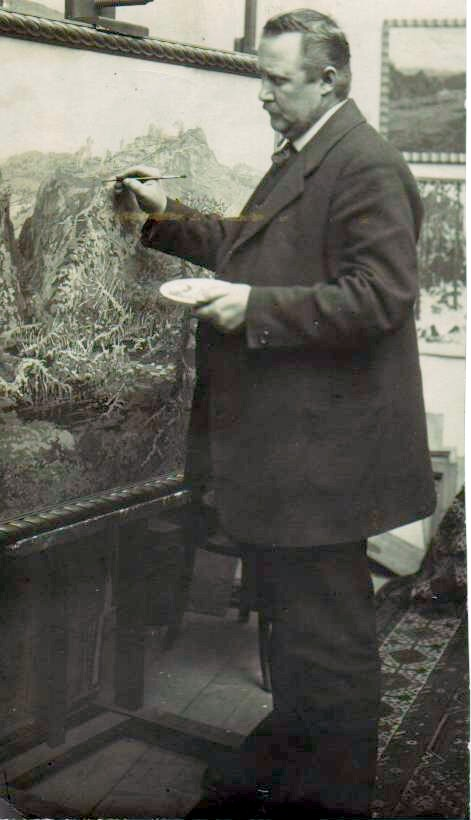
Jaroslav Panuška

### Filmy a seriály
- Knightfall
- Underworld 5
- Ženy, které psaly historii
- Jan Hus
- Faust
- Signál
- Ať žijí rytíři!
- Tři životy
- Šílení
- Příběh rytíře
- Čert ví proč
- Dračí doupě
- Bestie z Gevaudanu
- XXx
- Údolí krásných žab
- Hrabě Drakula
- Řeka čaruje
- Dáma a Král
- Princezna zakletá v čase

### Výtvarné umění
- Jan Zrzavý – obraz z roku 1940 s názvem Lipnice 1890
- Jaroslav Panuška
- František Alexandr Heber – rytiny z roku 1845
- Johann Anton Venuto – obraz Lipnice v Čáslavském kraji z roku 1795
- Karel Tichý – kresba Lipnice z roku 1935